# Аргентина
Аргенти́на (ісп. Argentina, ісп. вимова: [aɾxenˈtina] ( прослухати)), офіційна назва — Аргенти́нська Респу́бліка (ісп. República Argentina) — держава в Південній Америці, яка займає південно-східну частину материка, східну частину о. Вогняна Земля і низку островів у південній Атлантиці. Межує на півдні й заході з Чилі, на північному заході з Болівією, на сході з Парагваєм, Бразилією, Уругваєм і омивається Атлантичним океаном. Площа 2 780 092 км². За результатами перепису 2022 року населення Аргентини становить 46 044 703 осіб. Офіційна мова — іспанська. Грошова одиниця — аргентинський песо.
Аргентина — республіка з представницькою демократією, яка має федеративний устрій. Суверенна держава розділена на 23 провінції та автономне місто Буенос-Айрес, яке є федеральною столицею країни. Провінції та столиця мають свої виборні органи влади і конституції. 
Аргентина — країна, що розвивається, і займає 48 місце за індексом людського розвитку у світі і друге місце в Латинській Америці після Чилі. Це регіональна потуга Латинської Америки, яка зберігає свій історичний статус середньої потуги в міжнародних справах. Аргентина має другу за величиною економіку в Південній Америці, третю за величиною в Латинській Америці та є членом G20. Країна також є членом-засновником ООН, Світового банку, Світової організації торгівлі, Меркосура. Основний союзник поза НАТО для США.

## Походження назви
Назва Аргентина походить від лат. argentum («срібло»). У часи колонізації сучасної території Аргентини ходили чутки (за деякими версіями для привернення більшого числа переселенців), що ці землі дуже багаті на срібло, завдяки чому найбільша річка регіону отримала назву Ріо-де-ла-Плата (у перекладі з іспанської — Срібна річка). Земля вниз за течією річки стала відома як Аргентина, себто Срібна, хоча значних покладів срібла там так і не знайшли. Уперше назва території як Terra Argentea була вжита на португальських мапах 1554 року. Власне назва Аргентина була вперше вжита в однойменній поемі Мартіна дель Барко Сентенери і стосувалася території Лаплатської низовини, а також сучасних Перу, Тукуману і Бразилії. Офіційно назва країни Аргентина була закріплена конституцією 24 грудня 1826 року.

## Географія

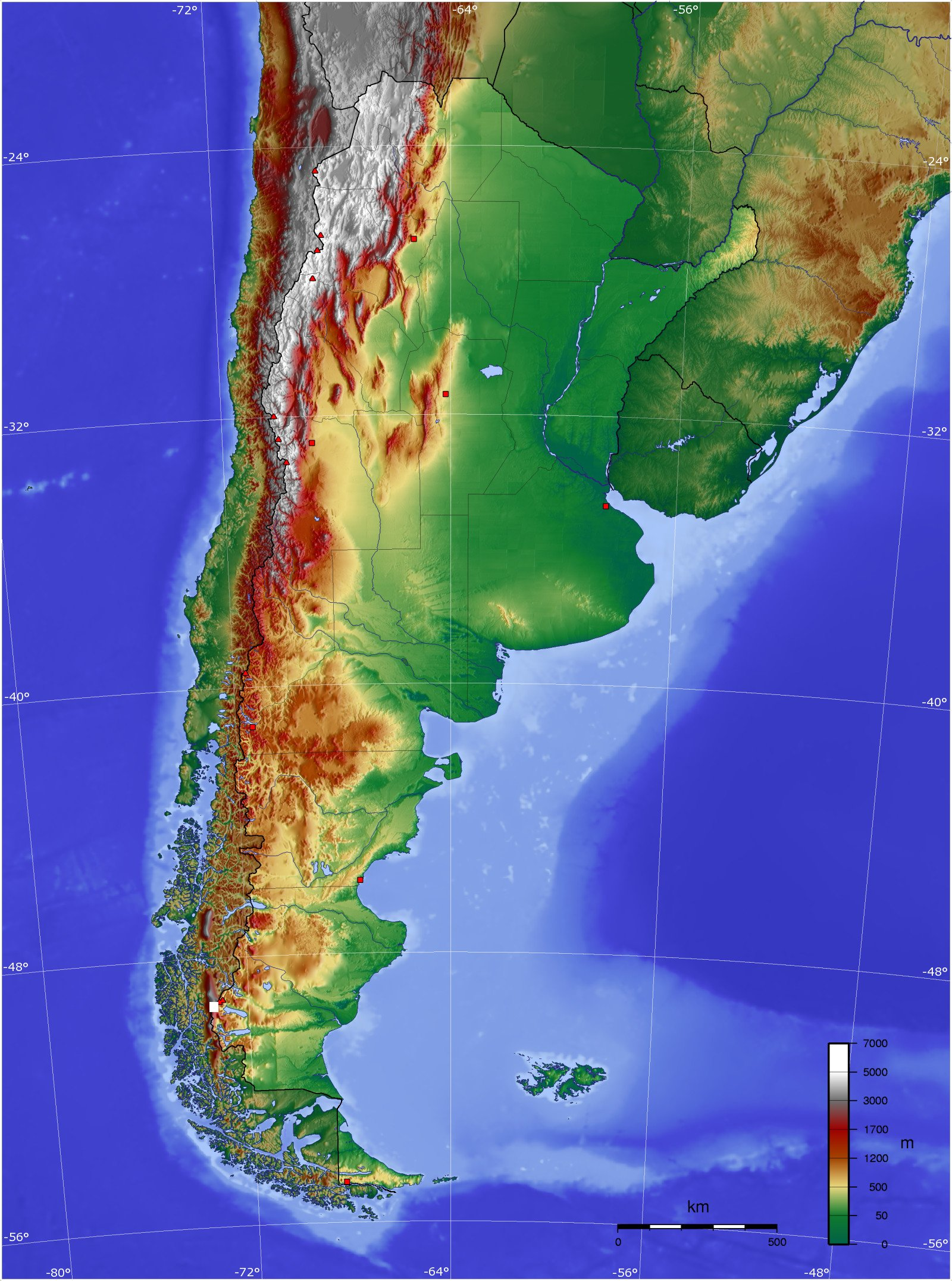
Фізична мапа Аргентини

Аргентина займає фактично всю південно-східну частину Південної Америки, східну частину острова Вогняна Земля, острови Естадос та ін. Спірною територією є Фолклендські (Мальвінські) острови на півдні Атлантики. 
Розділяючи велику частину Південного конуса з Чилі на заході, країна також межує з Болівією та Парагваєм на півночі, Бразилією на північному сході, Уругваєм на сході та омивається Атлантичним океаном на сході і протокою Дрейка на півдні.
Протяжність Аргентини з півночі на південь становить близько 3800 км, із заходу на схід — близько 1400 км. Маючи площу материкової частини 2 780 400 км², Аргентина — восьма за величиною країна світу, четверта за величиною в Америці, друга за величиною в Південній Америці після Бразилії та найбільша іспаномовна країна. Аргентина претендує на суверенітет над частиною Антарктиди, Фолклендськими (Мальвінськими) островами та островами Південна Джорджія і Південні Сандвічеві. Разом з цими територіями її площа складає понад 3,7 млн км².
Аргентина вирізняється великою різноманітністю ландшафту: на півночі великі простори займає рівнина Гран-Чако, покрита тропічною саваною; з нею межують сухі субтропічні степи Пампи, на півдні розташоване Патагонське плоскогір'я з суворим кліматом.

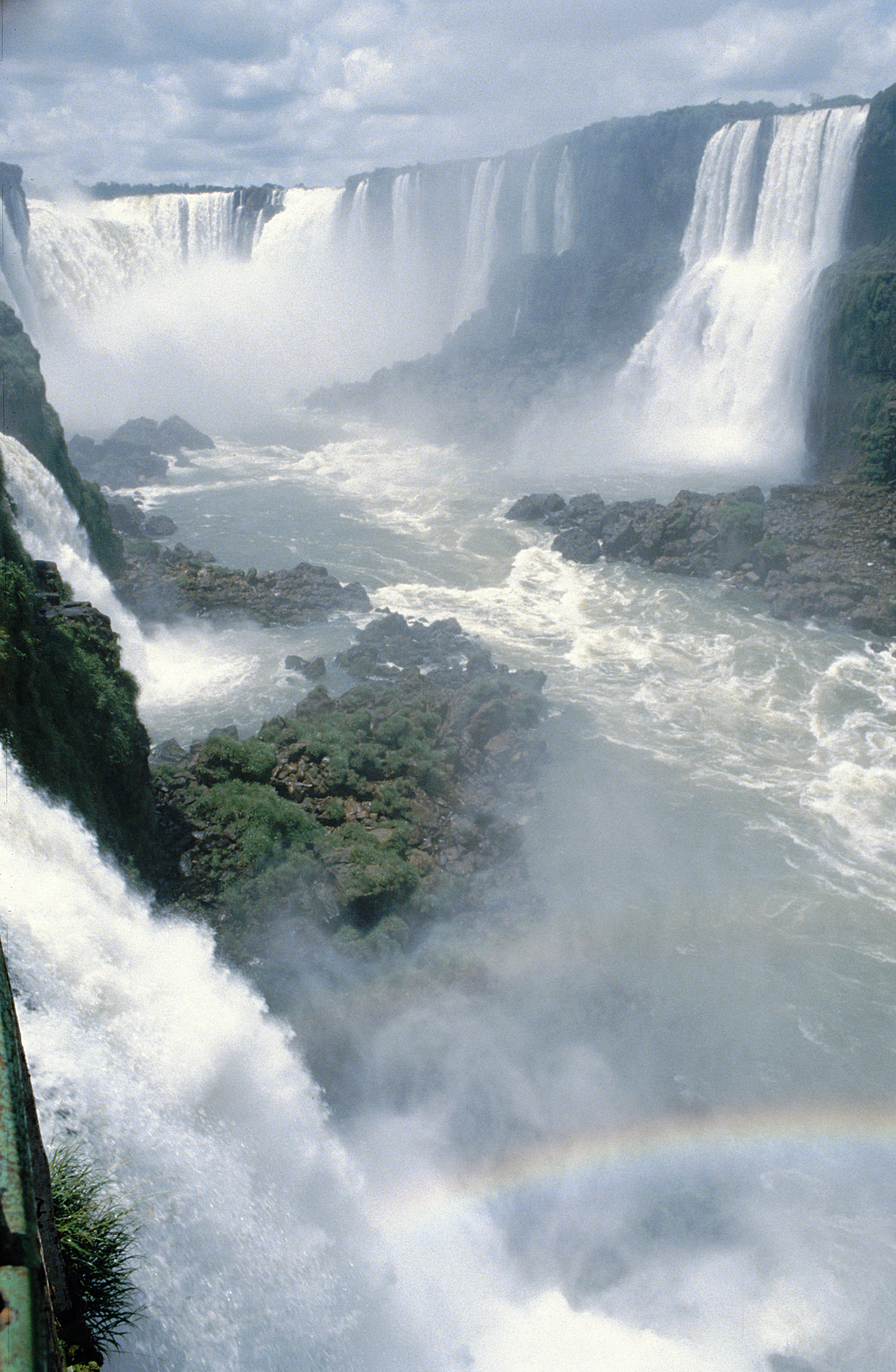
Водоспад Ігуасу

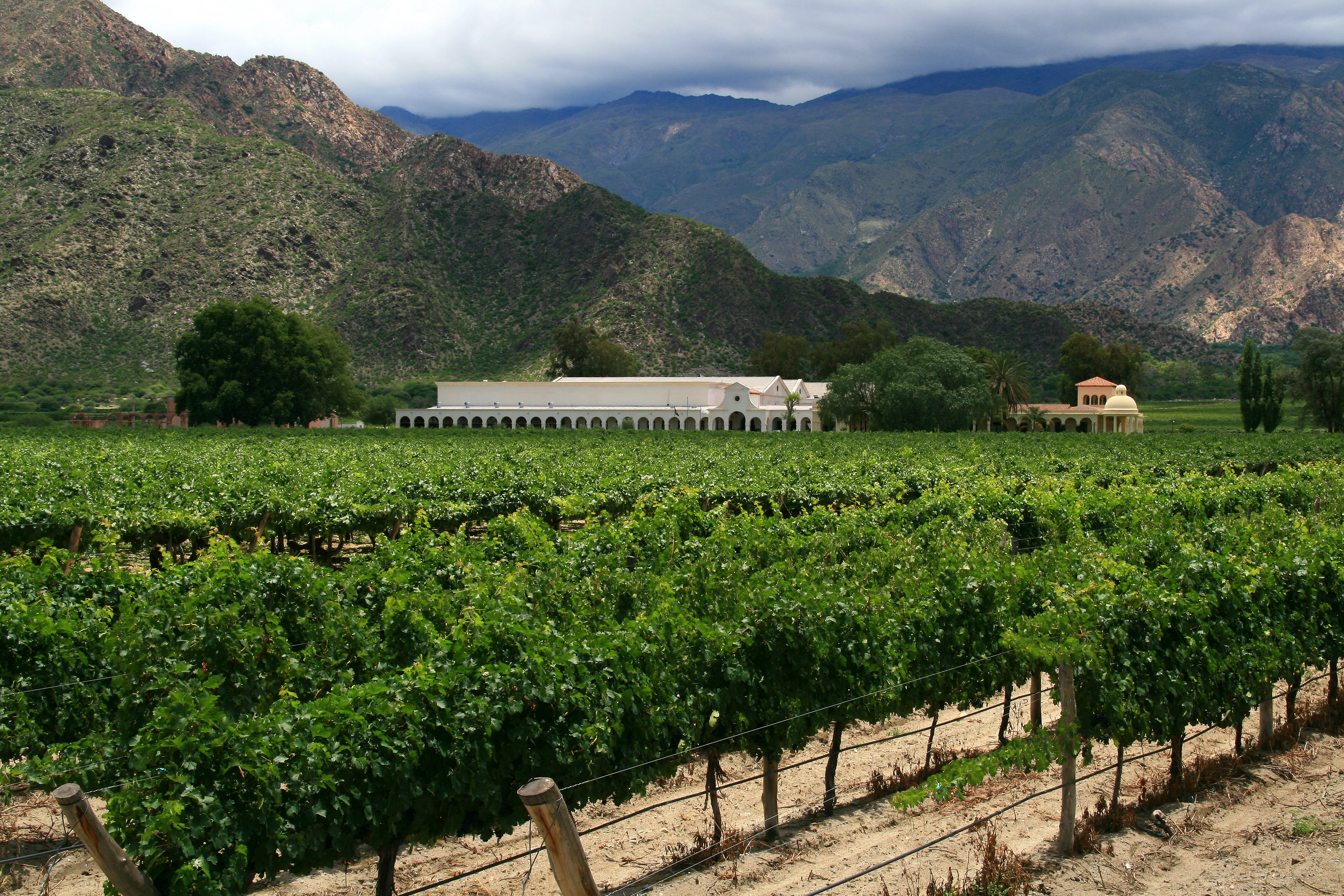
Виноградники у провінції Сальта

Усього на території країни виділяють 4 великі природні області:
- Гірська область Анд;
- Північні рівнини, Гран-Чако і межиріччя Парани та Уругваю;
- Пампа — великі і практично безлісі рівнини на південь від Гран-Чако, на схід від Анд і на північ від річки Ріо-Колорадо;
- Патагонія — відкриті вітрам степи на південь від Ріо-Колорадо.

### Рельєф
Дві третини території Аргентини займають просторі низовинні рівнини: Гран-Чако, Ентре-Ріос, Пампа, Лаплатська низовина. На заході рівнини змінюються Передандійським плато, що переходить в Анди (г. Аконкагуа, 6960 м) з численними конусами вулканів і сніговими вершинами. На північ від 27° пд. ш. в межі Аргентини заходить Міжандійське плато — Пуна-де-Атакама (до 4200 м). Весь південний схід зайнятий Патагонським плато (до 2000 м).

### Клімат

Мапа кліматичних зон країни.

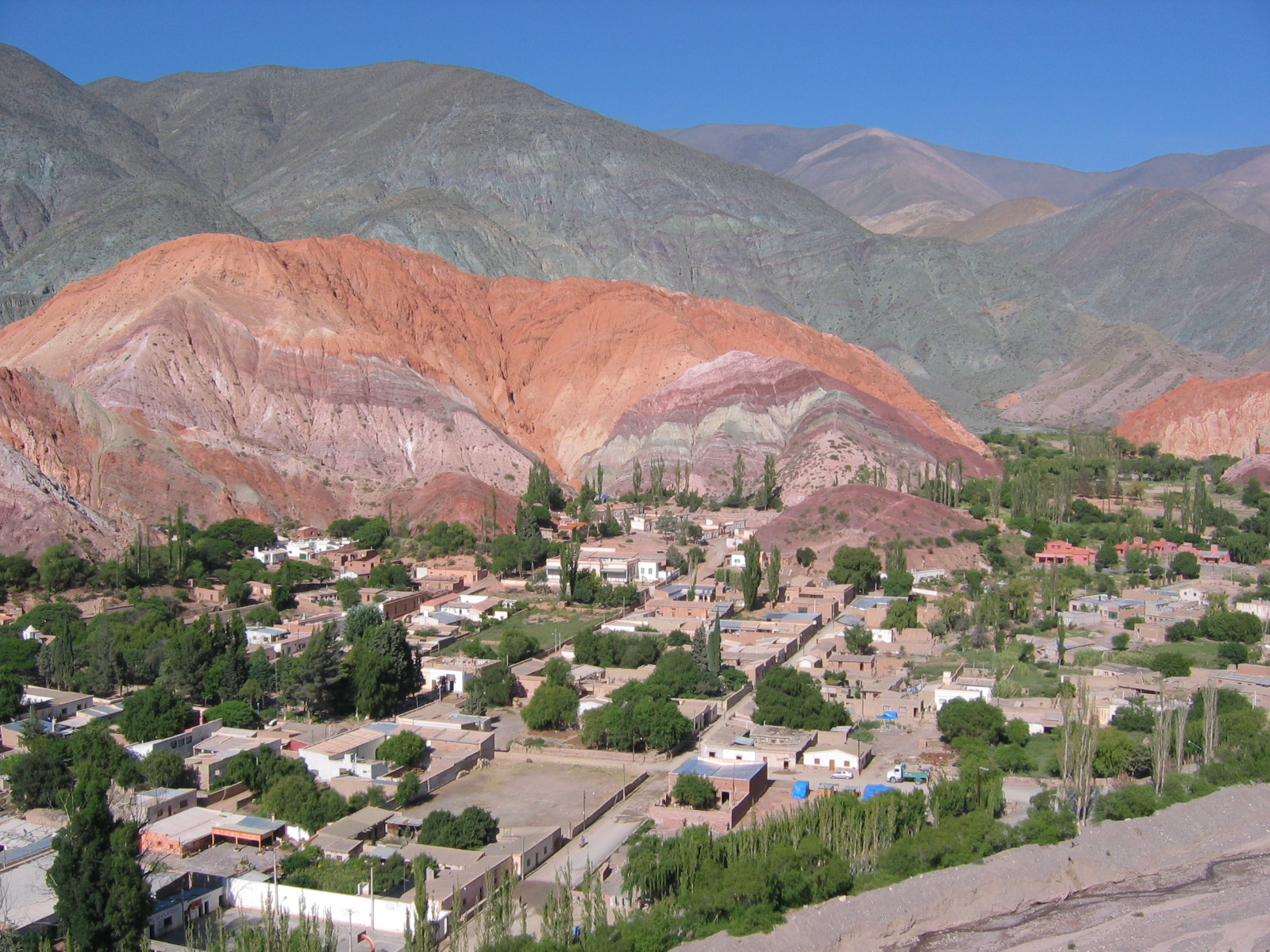
Семиколірний пагорб у провінції Жужуй

У зв'язку зі значними розмірами, як поздовжніми, так і поперечними, Аргентина має широке розмаїття кліматичних зон. Загалом кліматичні умови у країні вважають помірними, однак наявна широка гама кліматичних умов — від субтропічного клімату в північних районах до субполярного на півдні країни. На півночі Аргентини влітку спостерігається спекотна і волога погода, зимою — м'яка і суха, періодично спостерігаються посухи. Центральна Аргентина відзначається спекотним літом та дощами, бурями, грозами, частим градом на заході і прохолодними зимами. Для півдня країни характерні тепле літо і холодні зими з сильними снігопадами, особливо в гірських районах. А на високогір'ях (у всіх широтах країни) фіксують найхолодніші умови з малою кількістю опадів і засніженими горами.
Для спекотного і вологого клімату півночі характерна температура від +27 °C в січні до 12 °C в липні і рясні опади (у провінції Місьйонес до 2000 мм на рік). Ці показники знижуються в міру просування на захід до 600 мм у напівпустелі Чако Секо. Субтропічні умови з значною кількістю опадів (до 2000 мм на рік) відмічаються і в східній частині Анд, утворюючи так звану «Юнгас» — високогірні ліси з величезним біологічним різноманіттям, другий за величиною біорізноманіття регіон країни, що поступається лише «Сельві місіонерів» (ісп. Selva misionera). Однак взимку тут спостерігається сухий сезон, пов'язаний з дефіцитом опадів, хоча це не так сильно відчувається, оскільки висока вологість повітря не спадає цілий рік.
Помірний клімат характерний для Пампасів із середньою температурою 15 °C і опадами від 1000 мм до 500 мм на рік, кількість яких зменшується зі сходу на захід. Посушливі умови відмічають в північній частині Анд, Пампінських Сьєррах, степовій зоні на північний захід від Пампасів і в Патагонській пустелі з доволі частими великими добовими температурними амплітудами, іноді понад 25 °C (переважно на північному заході). В північних степах Патагонії фіксується середня річна температура нижче 15 °C і малою кількістю опадів — до 400 мм на рік, у південній Патагонії середня річна температура нижче 10 °C з опадами до 300 мм. Підвищена вологість спостерігається і в умовах холодного клімату, а саме, у південній частині Анд, південних островах із середньою температурою близько 7 °C, яка знижується з висотою, кількість опадів становить від 4000 мм до 2000 мм на кордоні з Чилі і різко зменшується на сході (до 300 мм на рік), здебільшого опади у вигляді снігу, лише в короткий літній період випадають дощі.
| Кліматограми різних зон Аргентини.  | Кліматограми різних зон Аргентини.    | Кліматограми різних зон Аргентини. | Кліматограми різних зон Аргентини. | Кліматограми різних зон Аргентини. | Кліматограми різних зон Аргентини. | Кліматограми різних зон Аргентини. |
| Ресістенсія (Чако)                  | Посадас (Місьонес)                    | Сальта (Сальта)                    | Буенос-Айрес                       | Ла-Ріоха (Ла-Ріоха)                | Мендоса (Мендоса)                  | Ушуая (Вогняна Земля)              |
| ----------------------------------- | ------------------------------------- | ---------------------------------- | ---------------------------------- | ---------------------------------- | ---------------------------------- | ---------------------------------- |
|                                     |                                       |                                    |                                    |                                    |                                    |                                    |
| Субтропічний клімат з сухим сезоном | Субтропічний клімат без сухого сезону | Тропічний клімат гірський          | Помірно вологі пампаси             | Посушливі пагорбів та кишені       | Напівпосушливий клімат             | Холодні вологі умови               |

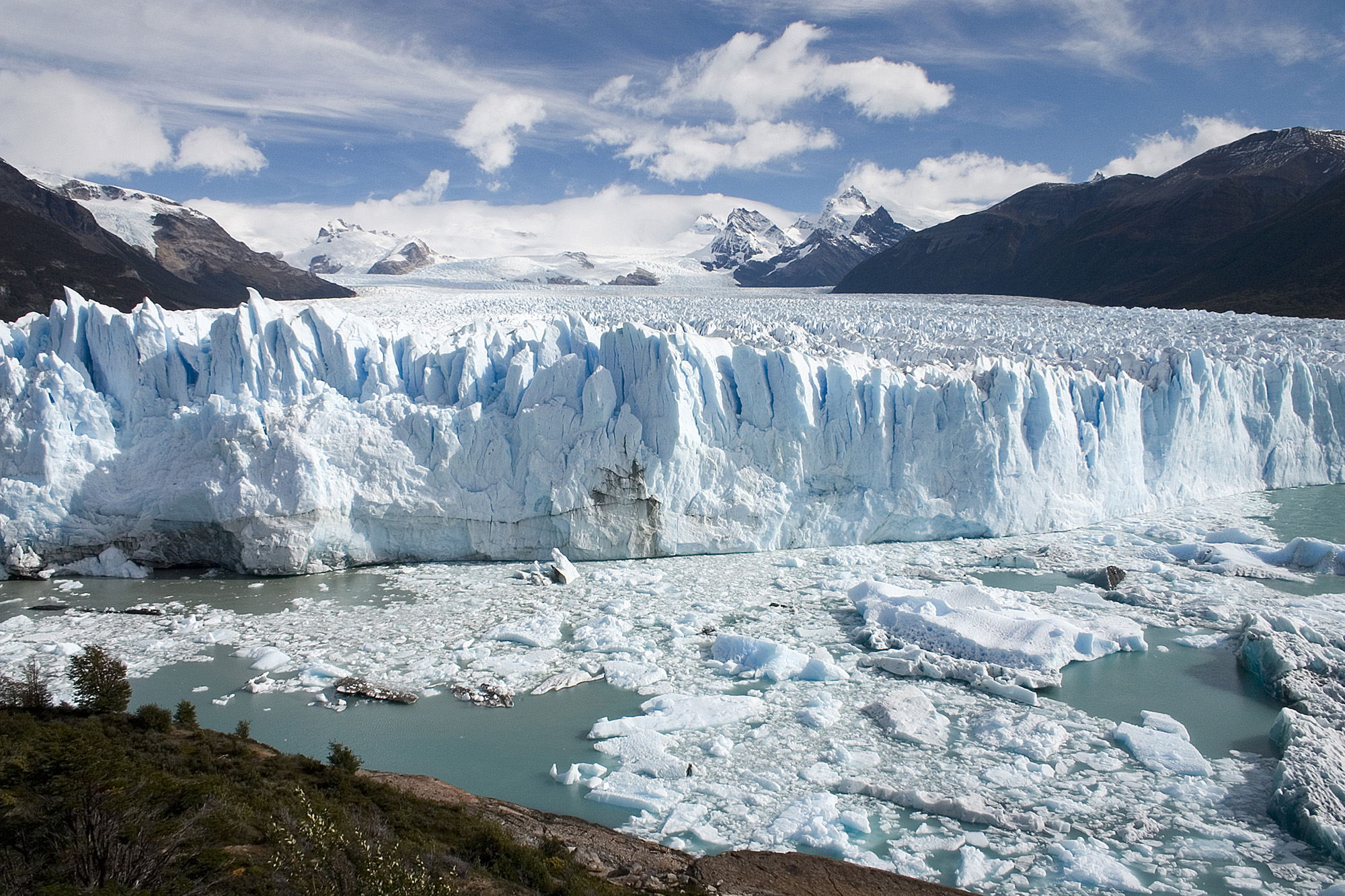
Льодовик Періто-Морено на півдні Аргентини

На кліматичні умови в Аргентині впливають Тихий та Атлантичний океани. Тому тут домінують дві повітряні маси: тепла — з вологими вітрами з субтропічних областей Атлантичного океану і суха, холодна — з сухими вітрами з південної частини Тихого океану. Основний вітровий фронт в Аргентині називають «Памперо», він домінує на рівнинах Патагонії в напрямку Пампи. А після холодного фронту приходить «В'єнто Норте» (ісп. Viento Norte), цей північний теплий вітер, характерний для середини і кінця зими, створює м'які та помірні кліматичні умови, а за ним слідує «Сонда», гарячий та сухий вітер, який переважає на центрально-західній частині країни. Спускаючись з 6000 метрових схилів Анд, Сонда, від такого перепаду висот на декілька годин стає поривчастим до 120 кілометрів на годину, приносячи значну шкоду населенню та господарству. Найчастіше такі пориви вітру спостерігаються з червня до листопада, на високогір'ях вони спричиняють снігові бурі й завірюхи.
Кліматичний фронт «Судестада» пов'язаний з низьким тиском у зимовий період. Судестада спричиняє помірну низьку температуру, але водночас приносить дуже рясні дощі та шторми на узбережжя, що призводить до затоплення прибережних районів. Спостерігаються такі умови наприкінці осені та взимку на узбережжі центральної Аргентини та в гирлі Ріо-де-ла-Плата.
У південних регіонах фіксують тривалий період денного світла — з листопада по лютий (до дев'ятнадцяти годин), і полярну ніч — з травня по серпень.

### Геологія й корисні копалини
У межах Аргентини виділяють такі геологічні утворення:
- Південноамериканська плита
- Патагонська епіпалеозойська платформа
- Частина Андійської складчастої системи
- Передандійський крайовий прогин, що їх розділяє.

Докембрійські утворення древньої платформи перекриті осадовим чохлом морських відкладень раннього і середнього палеозою і континентальних відкладень верхнього палеозою, мезозою і кайнозою. Породи фундаменту і низів чохла виступають в підняттях сьєрр Буенос-Айреса (Сьєрра-де-ла-Вентана, Сьєрра-дель-Танділь).
Аргентина має значні поклади нафти, свинцевих, цинкових, вольфрамових, залізних, мідних, уранових руд тощо.

### Внутрішні води

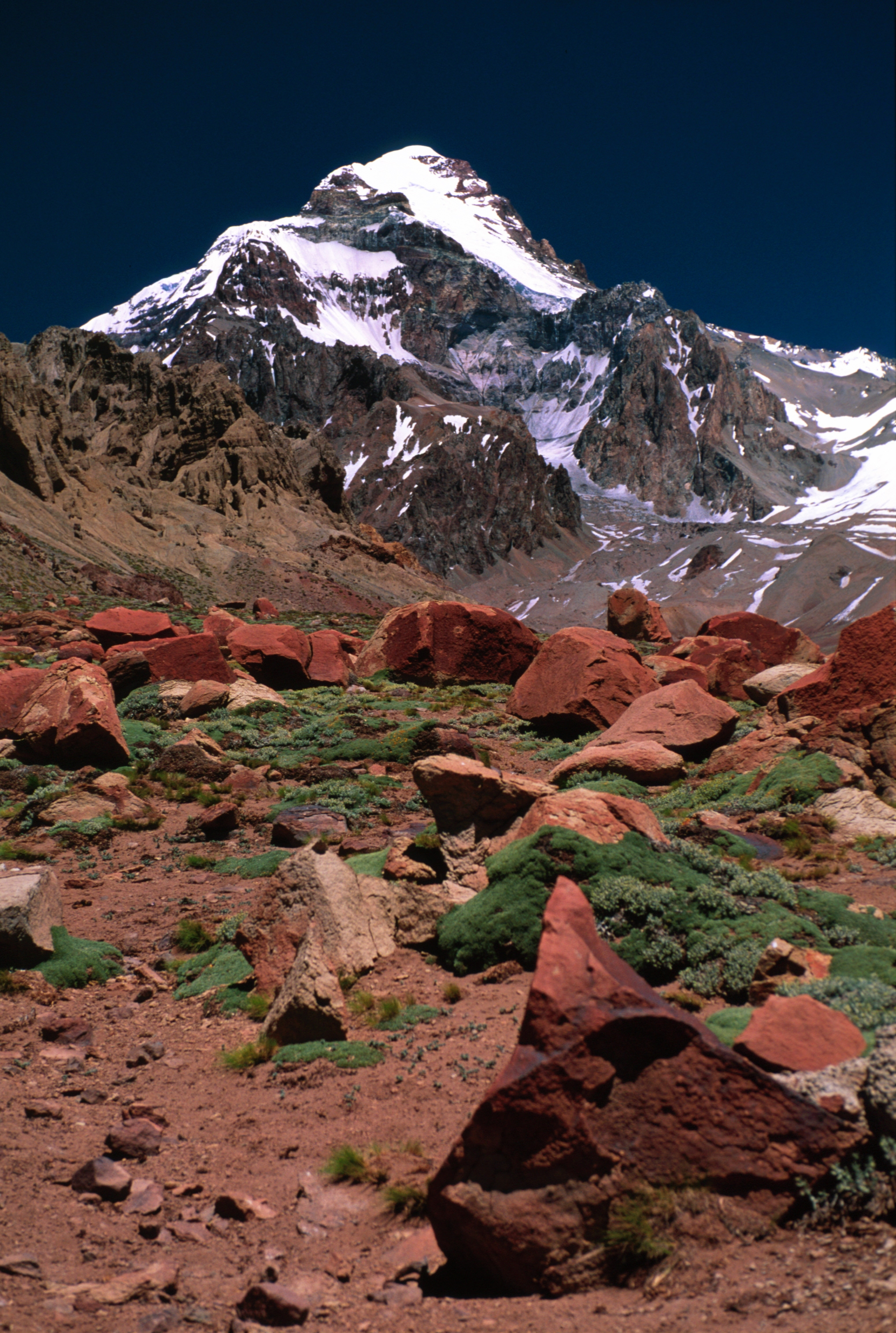
Гора Аконкагуа

Головні річки: Парана, Уругвай, Ріо-де-ла-Плата, Парагвай, Чубут, Ріо-Негро.
Річкова сітка густіша на півночі. Великі судноплавні річки — Парана з Парагваєм, Уругвай. Річки півдня Аргентини маловодні. В країні багато озер, особливо на півдні Патагонії і в басейні Парани та Уругваю. Переважно озера мають льодовикове походження (Науель-Уапі, Буенос-Айрес, В'єдма та ін.)

### Узбережжя та моря

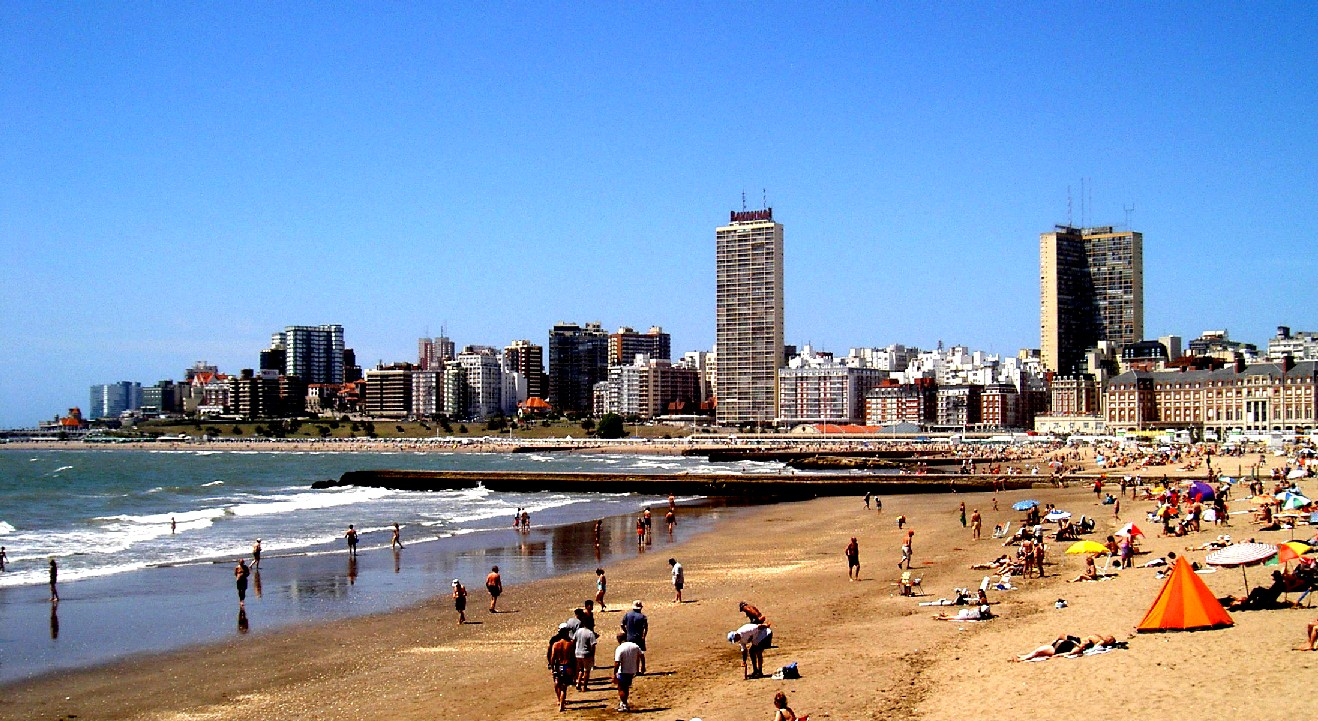
Узбережжя Мар-дель-Плата

Атлантичне узбережжя країни простягається на 4 665 км. Впродовж багатьох років воно залишається популярним місцем відпочинку місцевого населення. Рельєф узбережжя змінюється від піщаних дюн до скель. Берегова лінія Аргентини розчленована мало. Мілка ділянка Атлантичного океану біля узбережжя називається Аргентинське море. Його води багаті на рибу та, можливо, містять значні запаси нафти.
На клімат узбережжя впливають дві океанічні течії — Бразильська та Фолклендська.
Південне узбережжя Вогняної Землі формує північне узбережжя протоки Дрейка.

### Ґрунти
Аргентина — країна з великою, витягнутою з півночі на південь територією і тому лежить у двох ґрунтово-біокліматичних поясах — субтропічному і суббореальному, що зумовлює значну різноманітність і строкатість ґрунтового покриву. Найродючіші ґрунти зосереджені в пампасах — центральній частині країни. Тут переважають чорноземні ґрунти, зокрема родючі перегнійно-карбонатні чорноземи, що формуються під природною степовою рослинністю в умовах помірного клімату. На північному сході, в субтропічній зоні Місьйонес, під вологими тропічними лісами утворилися менш родючі червоноземи (фералітні ґрунти з високим вмістом оксидів заліза та алюмінію). На заході та півдні країни поширені малородючі й бідні ґрунти, які використовуються переважно як пасовища. У передгір'ях Анд панують бурі та сірі ґрунти напівпустель і пустель, у горах поширені гірські ґрунти, що змінюються з висотою. У Патагонії переважають щебенюваті й малогумусні типи, властиві холодним напівпустелям та степам.

### Флора і фауна
Ліси займають близько п'ятої частини території Аргентини. У Гран-Чако на червоноземних ґрунтах росте сухе рідколісся з цінним, багатим на танін деревом квебрахо; в Пампі на родючих чорноземних ґрунтах — лучно-степова рослинність; у Патагонії на бурих ґрунтах — напівпустельна рослинність. Зволожені схили гір на півночі вкриті тропічними лісами, на півдні — мішаними.

### Часовий пояс
Географічно Аргентина розташована в дев'ятнадцятому та двадцятому часових поясах, однак використовує час двадцять першого поясу протягом усього року.

## Історія

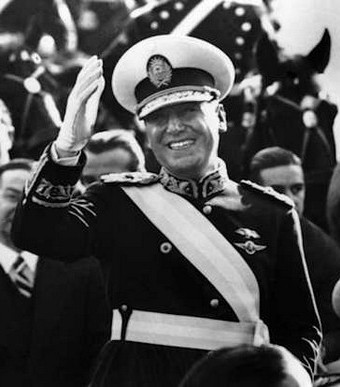
Хуан Перон, президент Аргентини у 1946—1955, 1973—1974

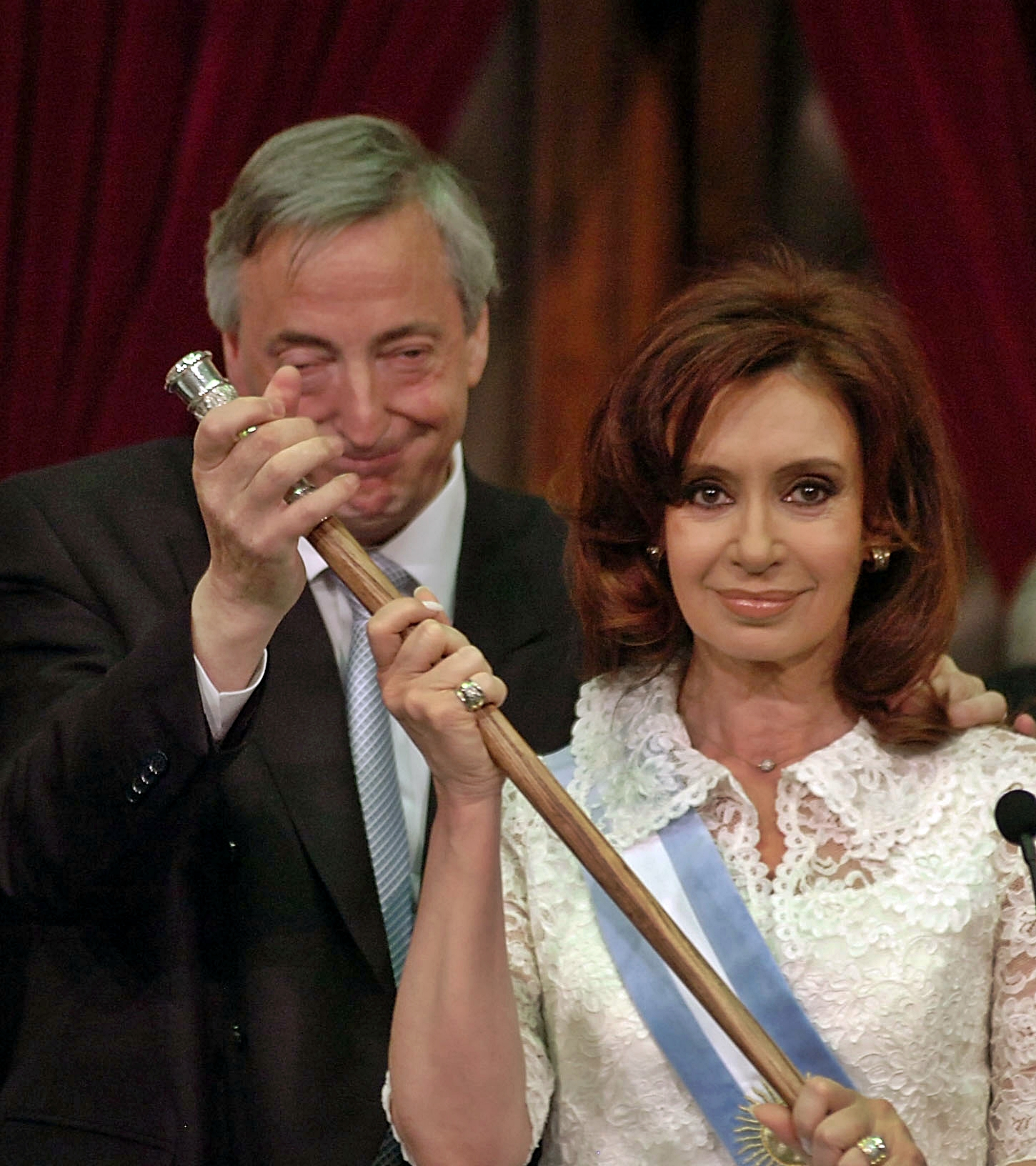
Президенти Аргентини Нестор Кіршнер (2003—2007) та Крістіна Фернандес (2007—2015)

Людина з'явилася на території сучасної Аргентини приблизно у період від 50 до 11 тисячоліття до н. е у часи палеоліту.. У давні часи територію Аргентини населяли численні індіанські племена, що зберігали общинно-родові відносини. Найрозвиненішими були племена індіанців північного заходу, відомі під узагальненою назвою діагітів. Вони вели осіле життя, займалися землеробством, уміли виплавляти кольорові метали, знали ткацтво. На північному сході та в центрі жили гуарані, тапес та інші. В південній частині кочували араукани, патагонці. Імперія інків розширилася на північний захід країни в доколумбові часи. 
У 1516 році сюди прибули перші європейці — експедиція іспанського мореплавця Хуана Діаса де Соліса. Проти колонізаторів не раз спалахували повстання індіанських племен (1580, 1630, 1657, 1710—11). У 1776 році було утворене залежне від іспанської корони Віцекоролівство Ріо-де-ла-Плата, до складу якого увійшли території сучасних Парагваю, Аргентини, Уругваю і частини Болівії зі столицею у місті Буенос-Айресі. Аргентина як країна почала формування в часи іспанській колонізації регіону протягом 16 століття. і стала державою-правонаступницею віцекоролівства Ріо-де-ла-Плата. 
Під час війни за незалежність іспанських колоній в Америці 1810—26 аргентинці під керівництвом Брауна, Бельграно і Сан-Мартіна вели збройну боротьбу проти іспанських колонізаторів. У 1816 конгрес представників провінцій у м. Тукумані проголосив незалежність Об'єднаних провінцій Ріо-де-Ла-Плати від Іспанії. В 1826 було створено федеративну Республіку Аргентина. Боротьба за незалежність супроводжувалися громадянською війною, що тривала до 1861 року. Протягом 19 ст. точилася боротьба між федералістами (борці за автономію регіонів від панування Буенос-Айреса) і унітаріями (прихильники сильного централізованого правління). З 1830-х років в Аргентині зміцнювалися економічні та політичні позиції Великої Британії, 1833 вона захопила Фолклендські (Мальвінські) острови.
Після цього під час періоду відносного спокою та стабільністі країна пережила кілька хвиль європейської імміграції, переважно італійців та іспанців, які докорінно змінили культурний та демографічний фон країни. 62,5 % населення має повне або часткове італійське походження, а аргентинська культура має значні зв'язки з італійською.
Наприкінці 19 ст. Аргентина опиняється в залежному від великих держав політичному й економічному становищі, перетворюючись на постачальника м'яса, зерна та іншої сировини. Зростання добробуту призвело до того, що Аргентина на початку 20 століття стала сьомою найбагатшою країною у світі. Згідно з Maddison Project, Аргентина мала найвищий у світі реальний ВВП на душу населення у 1895 та 1896 роках і постійно перебувала у першій десятці до принаймні 1920 року.
Після Великої депресії в 30-х роках Аргентина занурилася в політичну нестабільність та економічну рецесію, хоча продовжувала залишатися серед п'ятнадцяти найбагатших країн світу протягом декількох десятиліть. Період з 1930 по 1943 роки отримав назву Безславна декада і характеризувався авторитарною владою військовиків. 
1943 року внаслідок військового перевороту до влади прийшла група офіцерів, один з керівників якої Хуан Перон (президент Аргентини 1946—55 і 1973—74) проводив політику соціального популізму, пізніше відому як перонізм, яка справила значний вплив на подальшу історію країни. Пероністи стабільно залишаються в аргентинських владних органах і понині. 
Після смерті президента Хуана Перона його вдова і наступниця на посту президента Ісабель Мартінес де Перон була невдовзі скинута з посади підтримуваним США переворотом 1976 року, який встановив у країні праву військову диктатуру. Військова хунта при владі розпустила конгрес, заборонила діяльність політичних партій і профспілок, переслідувала та вбивала численних політичних опонентів, активістів та лівих у так званій Брудній війні, періоді державного тероризму, який тривав до поразки Аргентини у Фолклендській війні з Великою Британією, яка змусила генерала Гальтієрі піти у відставку в 1983 році, після чого в Аргентині було встановлено демократичне правління. 
У 2001 році Аргентина пережила економічну кризу, після якої у країні встановилася відносна стабільність розвитку.

## Державний устрій і форма правління
Аргентина — федеративна демократична республіка, в її складі 23 автономні провінції і один округ (столичний).

### Виконавча влада

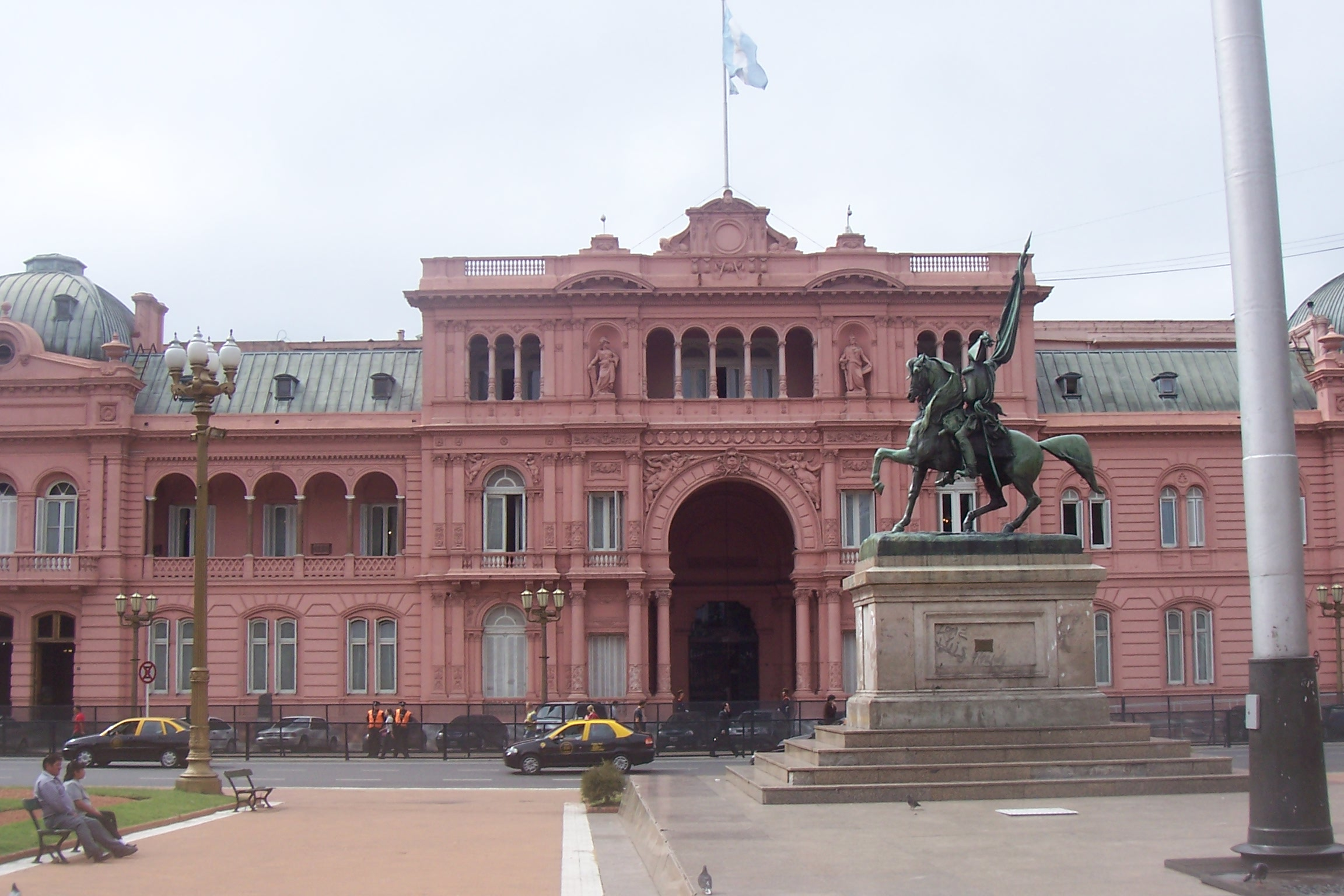
Каса-Росада — резиденція президента Аргентини

На чолі держави стоїть президент, який обирається на 4 роки (може займати пост 2 терміни поспіль). Він же — голова виконавчої влади, а також головнокомандувач збройних сил. 2023 року президентом Аргентини обрано Хав'єра Мілея.
У парі з президентом обирається віцепрезидент, який має замінити його у разі відставки або смерті. Він також є головою Сенату. 2023 року на цю посаду обрано Вікторію Вільярруель.
Головою виконавчої влади провінції є губернатор.
Наступним за впливовістю органом виконавчої влади є Кабінет міністрів, голова і члени якого призначаються президентом. Він складається з таких міністерств:
- Міністерство внутрішніх справ;
- Міністерство закордонних справ, міжнародної торгівлі і культури;
- Міністерство інфраструктури;
- Міністерство безпеки;
- Міністерство оборони;
- Міністерство здоров'я;
- Міністерство юстиції;
- Міністерство економіки;
- Міністерство людського капіталу;

Також до системи виконавчої влади входить генеральний секретаріат, виконавчий і технічний секретаріат, секретаріат культури, секретаріат із боротьби з наркотиками, секретаріат інтелектуальної власності, військовий секретаріат.

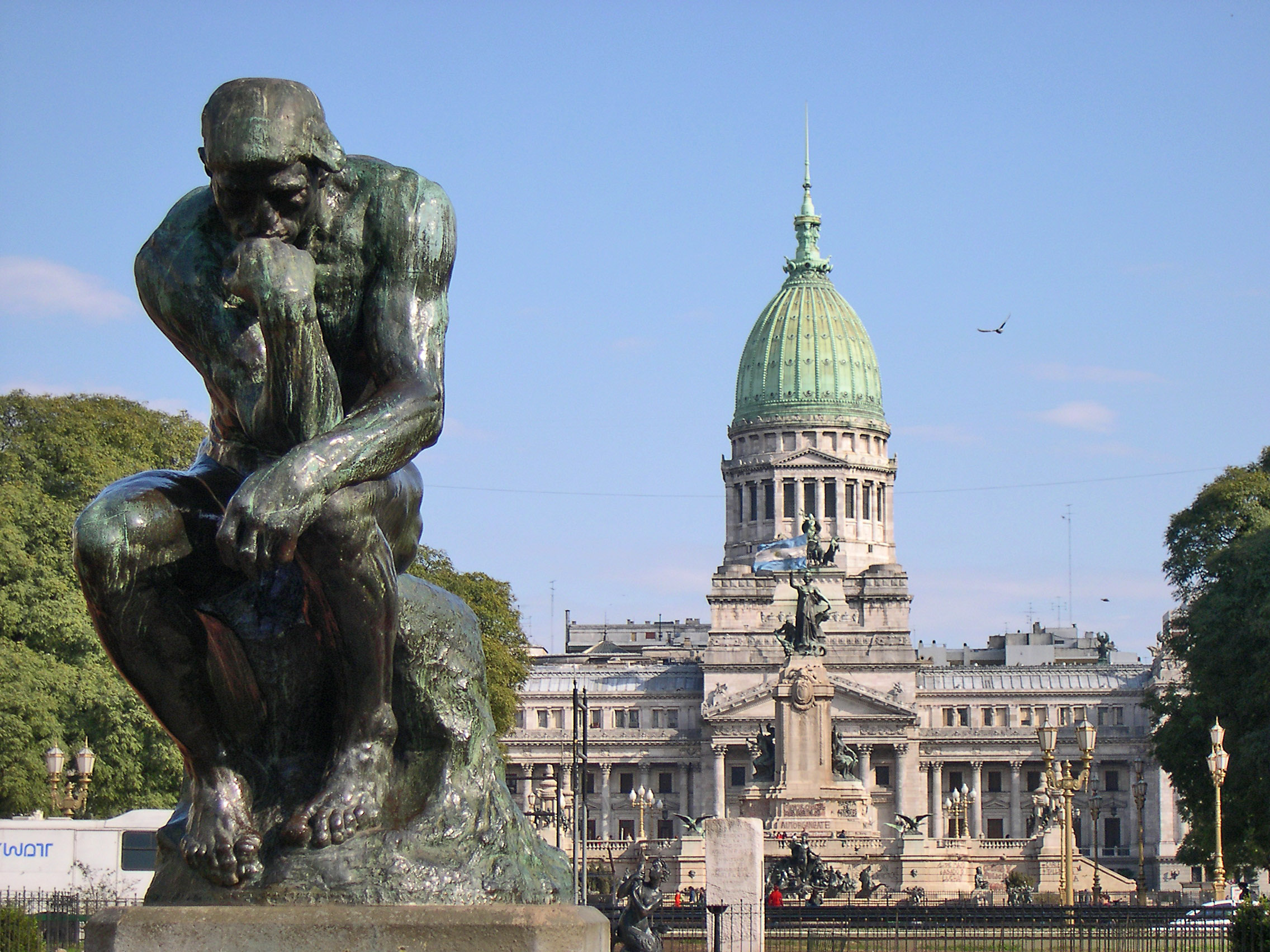
Палац Національного конгресу Аргентини

### Законодавча влада
Вищий орган законодавчої влади — Національний конгрес, що складається з двох палат: Палати депутатів (257 особи), яка обирається на 4 роки, і Сенату (72 особи), який обирається на 6 років (по 3 сенатори від столиці і кожної провінції).
Вибори до конгресу відбуваються за методом д'Ондта прямим голосуванням. Парламент оновлюється частинами (половина Палати депутатів і третина Сенату) кожні два роки. Кількість обрань на посаду депутата чи сенатора необмежена.
Законність рішень Конгресу перевіряє Генеральна аудиторська служба.
При конгресі діє омбудсмен, який слідкує за дотриманням прав людини у країні.

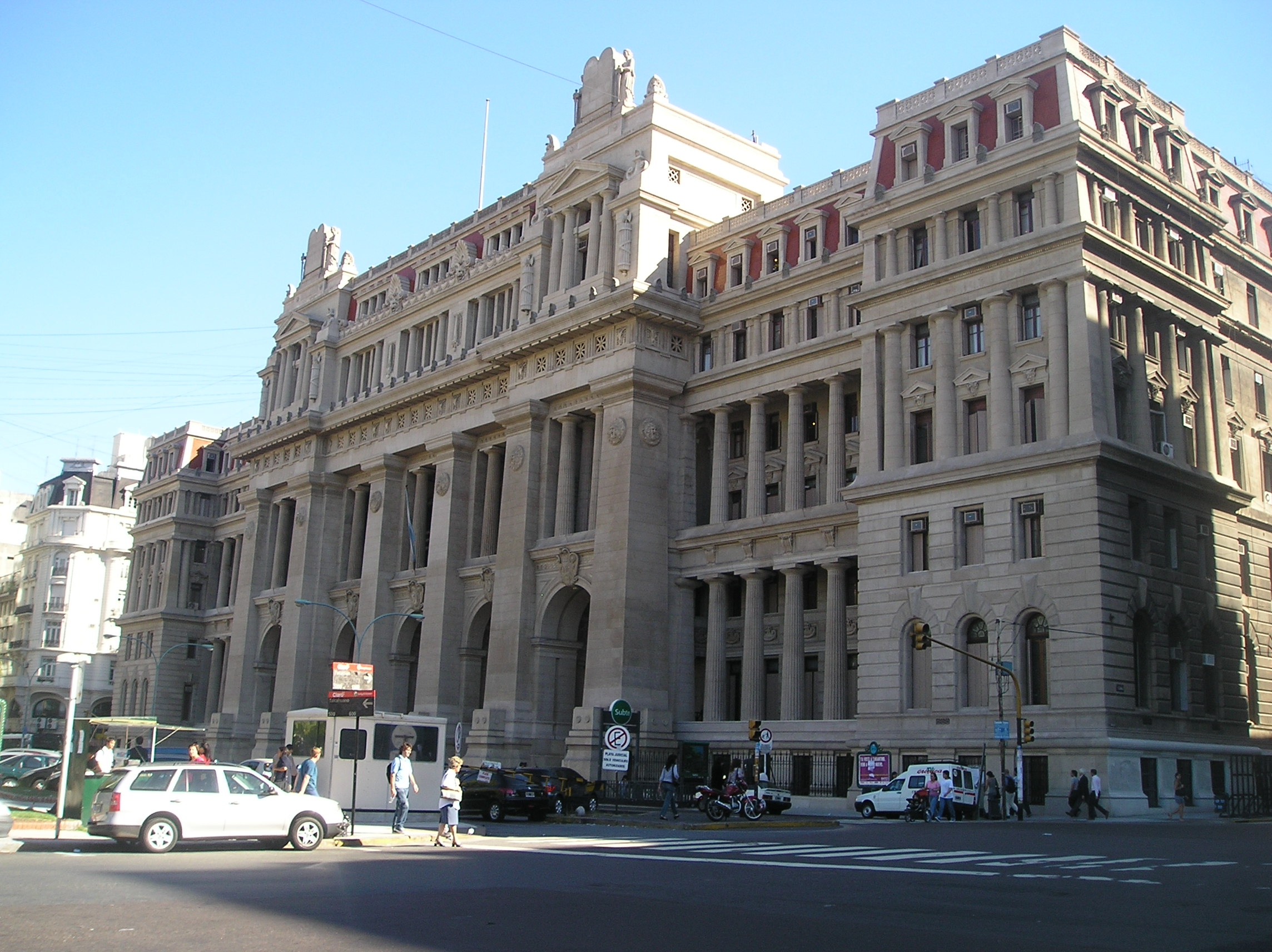
Верховний суд Аргентини

### Судова влада
Найвищим органом судової влади Аргентини є Верховний Суд, що складається з п'яти суддів, які призначаються Президентом та затверджуються двома третинами голосів у Сенаті.
Суди нижчих інстанцій поділяються на:
- Федеральні суди — вирішують справи у рамках федеративного законодавства
- Національний суд — вирішує справи у рамках законодавства автономного міста Буенос-Айрес

Судді призначаються президентом та узгоджуються з сенатом. Кандидатів висуває Рада Суддів.

### Зовнішня політика

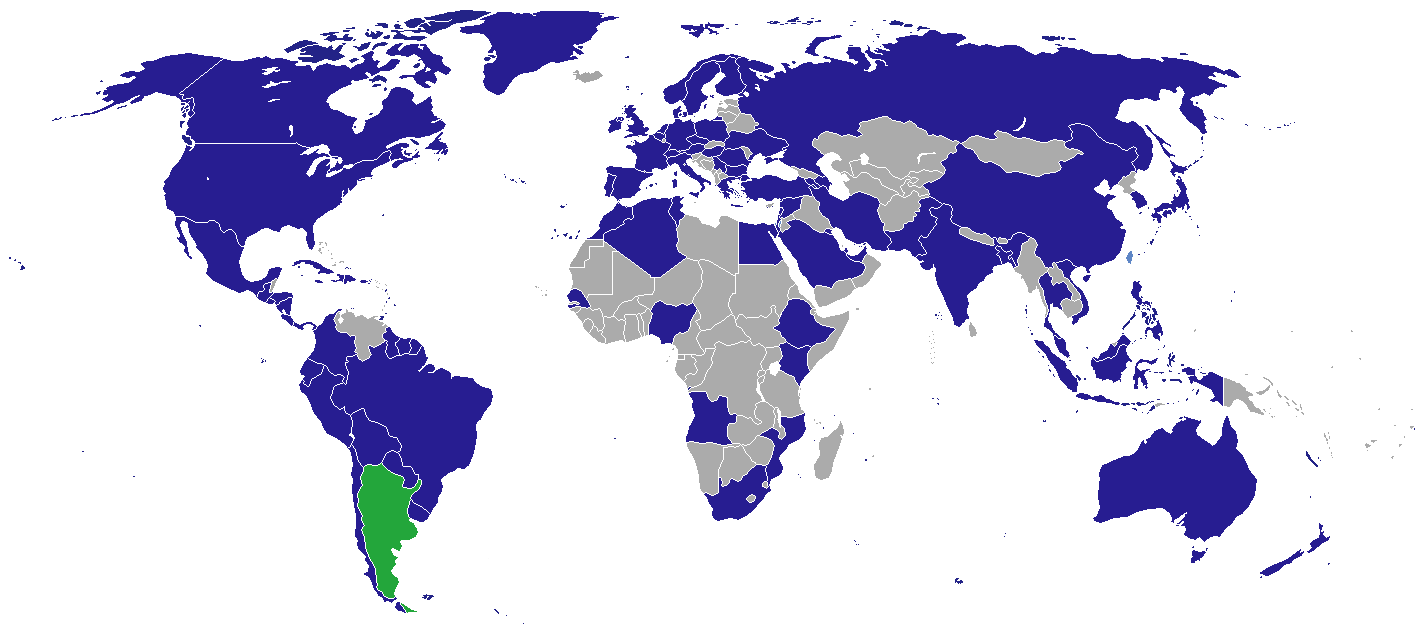
Країни, що мають посольства Аргентини

Разом з іншими південноамериканськими країнами Аргентина входить до складу таких міжнародних організацій: Меркосур, ОАД, Союзу південноамериканських націй, СОТ, ООН, МАГАТЕ, МВФ, Велика двадцятка, Група 77, Група Ріо, Асоціація латиноамериканської інтеграції, Латинський союз, Міжамериканський банк розвитку, Міжнародна фінансова корпорація, Конференція ООН з торгівлі та розвитку, ЮНІДО, Інтерпол, ВООЗ, ЮНЕСКО, Всесвітня організація інтелектуальної власності, Всесвітня туристична організація, Міжнародна організація цивільної авіації, Міжнародна морська організація, Міжнародний телекомунікаційний союз, Всесвітній поштовий союз, Всесвітня метеорологічна організація, Асоціація ібероамериканських держав для розвитку національних бібліотек, Організація ібероамериканських держав для освіти, науки і культури, Латиноамериканська енергетична організація, Андійська корпорація розвитку, Андійська спільнота, Кернська група.
У 1982 році Аргентина вела з Великою Британією Фолклендську війну за контроль над Фолклендськими островами.

### Збройні сили

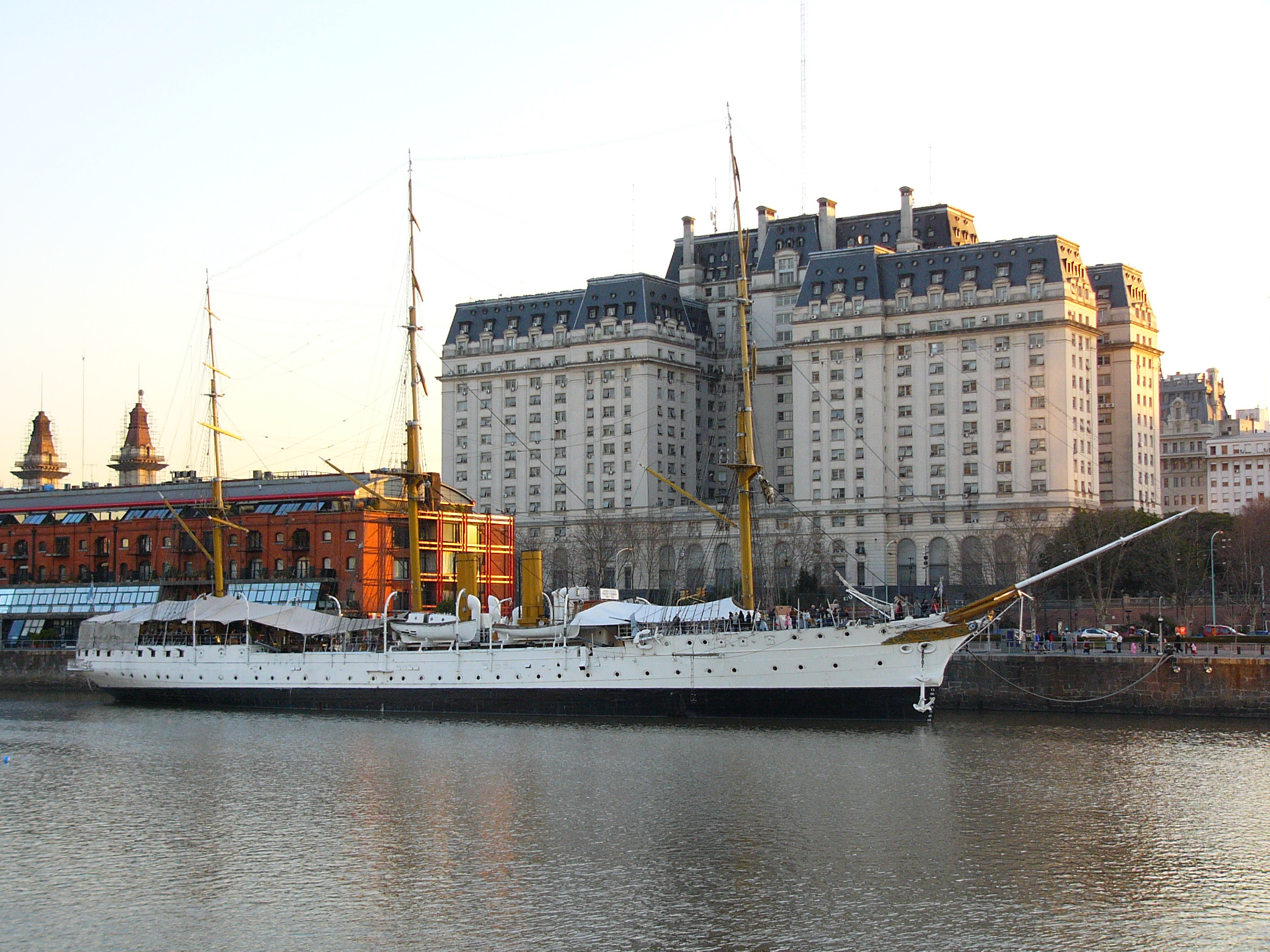
Міністерство оборони

Головнокомандувачем Збройних Сил Аргентини є президент. Також керуванням ними займається Міністерство Оборони.
Збройні сили Аргентини складаються з сухопутних військ, військово-повітряних сил та військово-морських сил. Водні території охороняє Берегова охорона (ісп. Prefectura Naval Argentina), а прикордонні райони — Національна жандармерія (ісп. Gendarmería Nacional Argentina), що підпорядковується Міністерству внутрішніх справ; обидві служби також перебувають під контролем Міністерства оборони.
У кожній провінції є власна поліція, що працює разом з Федеральною поліцією (ісп. Policía Federal Argentina), яка займається розслідуванням злочинів федерального масштабу.

### Державні символи
Прапор Аргентини складається з трьох рівних за шириною горизонтальних смуг — крайні пофарбовані у світло-блакитний, центральна — в білий колір. В центрі прапора розташоване жовте «травневе сонце».
На гербі, фоном для якого слугують кольори аргентинського прапора, зображено рукостискання на фоні фригійського ковпака — символу свободи, рівності та процвітання. Зверху — сонце, що сходить — символ нової нації. Герб обрамований лавровими гілками.
Слова аргентинського національного гімну були написані Вісенте Лопесом-і-Планесом, музика — Бласом Парерою. Пісня була прийнята як національний гімн 11 травня 1813 року.
Також державними символами Аргентини за законом є:
- бант кольорів національного прапора
- логотип[en]
- пічник (лат. Furnarius) — національний птах
- родохрозит — камінь країни
- Erythrina crista-galli — національна квітка
- Пато — національний спорт
- Перікон — національний танець
- «У союзі та волі» — девіз
- Богородиця Луханська[en] — свята покровителька

## Адміністративний поділ
Аргентина складається з 23 провінцій і федерального округу Буенос-Айрес. Більшість провінцій своєю чергою поділяються на департаменти, а провінція Буенос-Айрес — на округи.
Усі провінції мають власні конституції та органи виконавчої, законодавчої і судової влади, але водночас підкоряються і федеральним законам. На чолі провінції стоїть губернатор, який обирається на 4 роки. Департаменти та округи не мають власних органів влади, тому на нижчому рівні місцеве самоврядування здійснюється муніципалітетами, які не підпорядковуються напряму владним органам провінції і мають виборні органи влади у вигляді рад (законодавча гілка) та мерів (виконавча гілка).

## Економіка
| Експорт (2009) | Експорт (2009) | Імпорт (2009) | Імпорт (2009) |
| Країна         | Обсяг          | Країна        | Обсяг         |
| -------------- | -------------- | ------------- | ------------- |
| Бразилія       | 18,9 %         | Бразилія      | 31,3 %        |
| КНР            | 9,1 %          | КНР           | 12,4 %        |
| Чилі           | 6,7 %          | США           | 12 %          |
| США            | 7,4 %          | Німеччина     | 4,4 %         |
| Нідерланди     | 4,2 %          | Парагвай      | 3,1 %         |
| Всього         | $ 56 млрд      | Всього        | $ 35,2 млрд   |

Сучасна Аргентина — індустріально-аграрна країна. Основні галузі економіки: харчова, автомобільна, текстильна, хімічна та нафтохімічна, металургійна.
Економіка Аргентини значною мірою пов'язана з економікою інших країн світу, залежить від реалізації своєї продукції на світовому ринку, від імпорту багатьох товарів з інших країн світу, перш за все, розвинутих.
В експорті провідне місце займають продукція сільського господарства і харчової промисловості, зокрема зерно, борошно, олія, м'ясо і м'ясопродукти, молочні продукти, тваринний сир і масло, вовна, шкіра. В імпорті Аргентини переважають машини і устаткування, природний газ, електроенергія, електроніка. Основними торговими партнерами Аргентини є Бразилія, США, КНР.
На 2021 рік ВВП Аргентини — $418,2 млрд, прогноз зростання економіки — 4,9 %, ВВП на душу населення — $22 141. Прямі закордонні інвестиції — 16,9 % ВВП. Рівень інфляції — 36,1 %

### Банківська система й валюта
Грошовою одиницею Аргентини є песо.

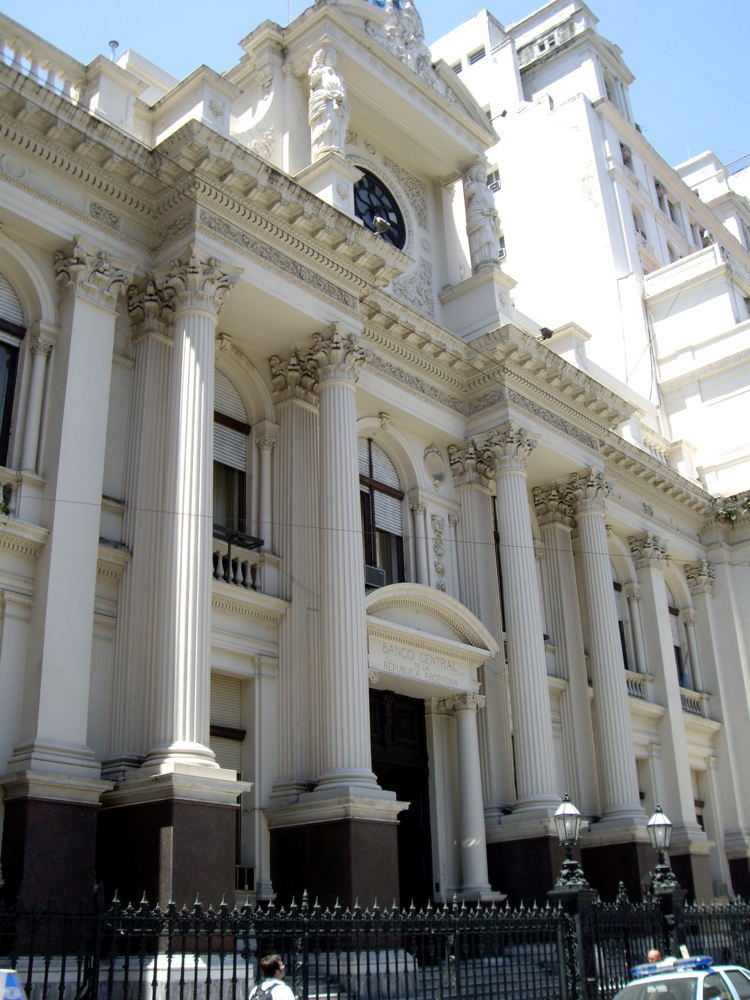
Центральний банк Аргентини

10 аргентинських песо

Керівним органом банківської системи є Центральний банк Аргентини. Основу банківської системи Аргентини становить Асоціація Банків Аргентини (ісп. Asociación de Bancos de la Argentina), до якої входять:
1. Banco de la Nación Argentina;
2. Banco Santander Río;
3. BBVA Banco Francés;
4. Banco Galicia;
5. Banco de la Provincia de Buenos Aires;
6. Banco de la Provincia de Córdoba;
7. Banco de la Ciudad de Buenos Aires;
8. Citibank Argentina;
9. Banco Credicoop Coop. Ltdo.;
10. Standard Bank;
11. HSBC Bank Argentina.

### Промисловість

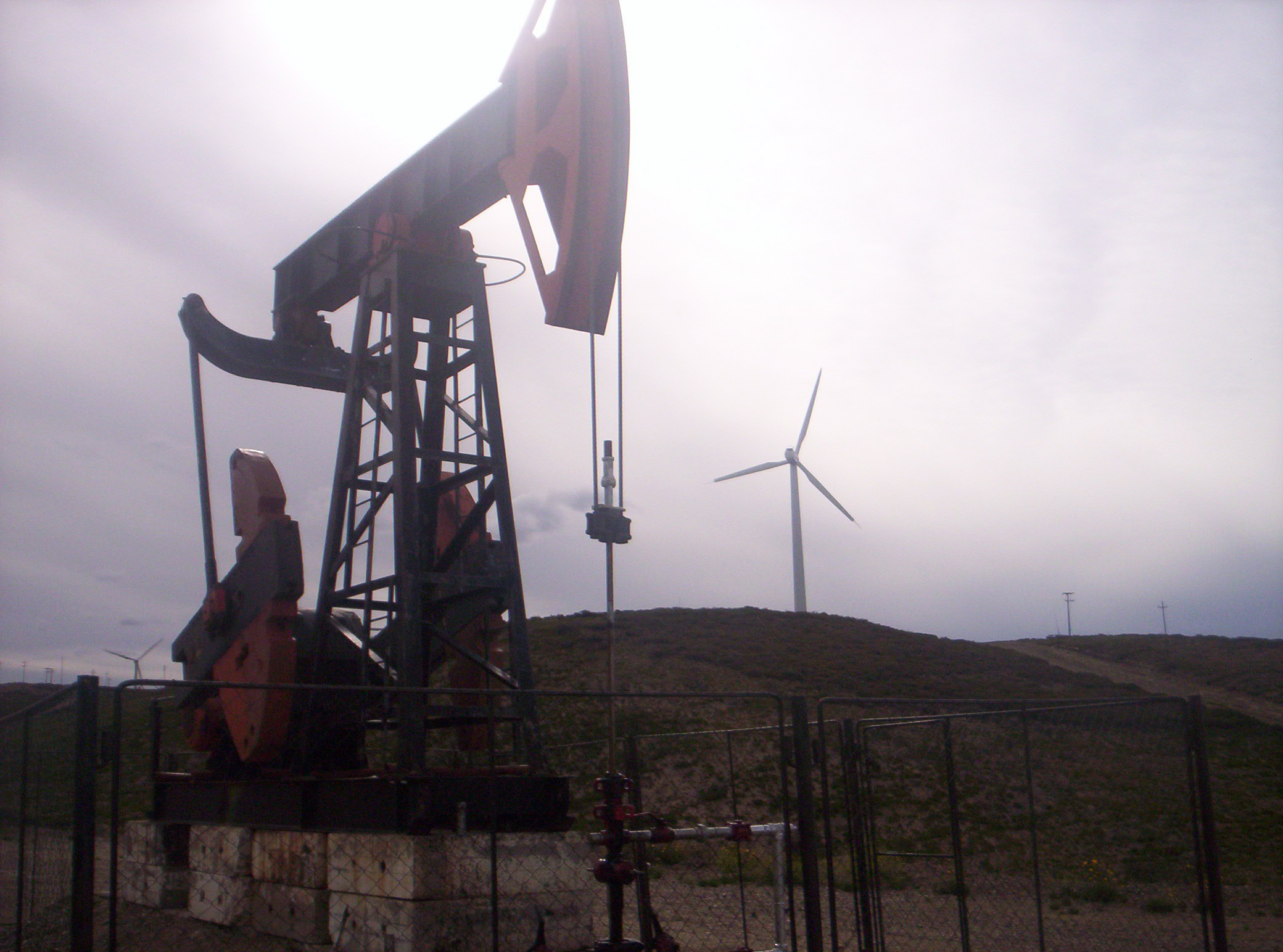
Видобування нафти у Комодоро-Рівадавія

На промислове виробництво припадає 17,5 % ВВП Аргентини і 13 % робочих місць (2007). На будівництво припадає 6,7 % ВВП і 9,5 % робочих місць (2007). Найбільшу вагу мають галузі, пов'язані з обробкою продукції сільського господарства — виробництво олії, м'яса, молока, кави, шоколаду, вина. Іншими важливими галузями є машинобудування, хімічна і металургійна промисловість.

### Добувна промисловість
Аргентина має значні поклади нафти, головним чином у затоці Сан-Хорхе. Продукція нафтохімічної промисловості становить 20 % експорту країни. Також добуваються мідь (3 % експорту), золото, срібло, цинк, марганець, уран і сірка. Експорт аргентинських мінералів на 2006 рік склав 2,65 млрд доларів.

### Енергетика

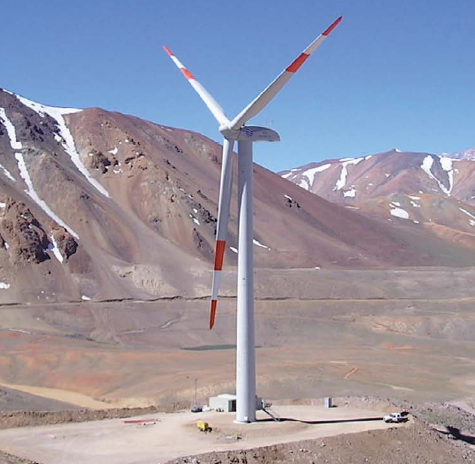
Вітрогенератор у провінції Сан-Хуан

Згідно з даними на грудень 2017 року, встановлена потужність електростанцій Аргентини становить 36 505 МВт, зокрема:
- гідроелектростанцій — 11 101 МВт
- теплових електростанцій — 22 896 МВт
- атомних електростанцій — 1 755 МВт
- з відновлюваних джерел — 753 МВт

Власне виробництво Аргентини не повністю покриває потреби споживачів, тому країна імпортує електроенергію з сусідніх країн.
Видобуток нафти щорічно становить 38,323 млн м³, а природного газу — 48,738 млрд м³.

### Сільське господарство
Аргентина має добре розвинуте сільське господарство, в структурі якого переважає тваринництво.

#### Рослинництво

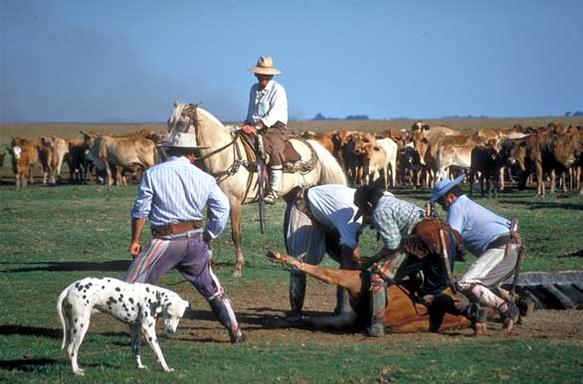
Тваринництво у провінції Коррієнтес

У структурі посівних площ Аргентини провідне місце займають посіви зернових культур, серед яких головні пшениця (16-е місце у світі) і кукурудза (8-е місце у світі). Також вирощують ячмінь (20-е місце у світі), є посіви гречки і зернобобових.
Важливе місце в структурі посівів займають технічні культури, передусім, посіви бавовни (13-е місце у світі), соняшнику (3-є місце у світі), сої (2-е місце у світі), сорго (5-е місце у світі) на півночі вирощують чай (8-е місце у світі), у центральних районах — цукрові буряки, є посіви льону-довгунця (10-е місце у світі), цукрової тростини (9-е місце у світі). В Аргентині добре розвинене садівництво (за збором лимонів — 3-є місце у світі, винограду — 2-е місце у Південній Америці, слива — 14-е місце у світі, абрикоси — 24-е місце у світі, яблуко — 11-е місце у світі), на півночі — виноградарство (5-е місце у світі за виробництвом вина), у приміських зонах великих міст — овочівництво (8-е місце у світі за виробництвом часнику, 4-е за виробництвом артишоку, 21-е за виробництвом цибулі, 29-е за виробництвом томатів).

#### Тваринництво
В структурі тваринництва провідною галуззю є вирощування великої рогатої худоби, переважає м'ясна спеціалізація. Скотарство сконцентроване на північному сході Аргентини. Друга галузь — це вівчарство, має м'ясо-вовняний напрямок спеціалізації і розвивається в північно-західних, західних та південних районах країни. Місцеве значення має птахівництво і свинарство, розвивається також конярство, на узбережжі відносно добре розвивається риболовля (22-е місце у світі) і здійснюється формування рибного та рибоконсервного комплексу.

### Транспорт

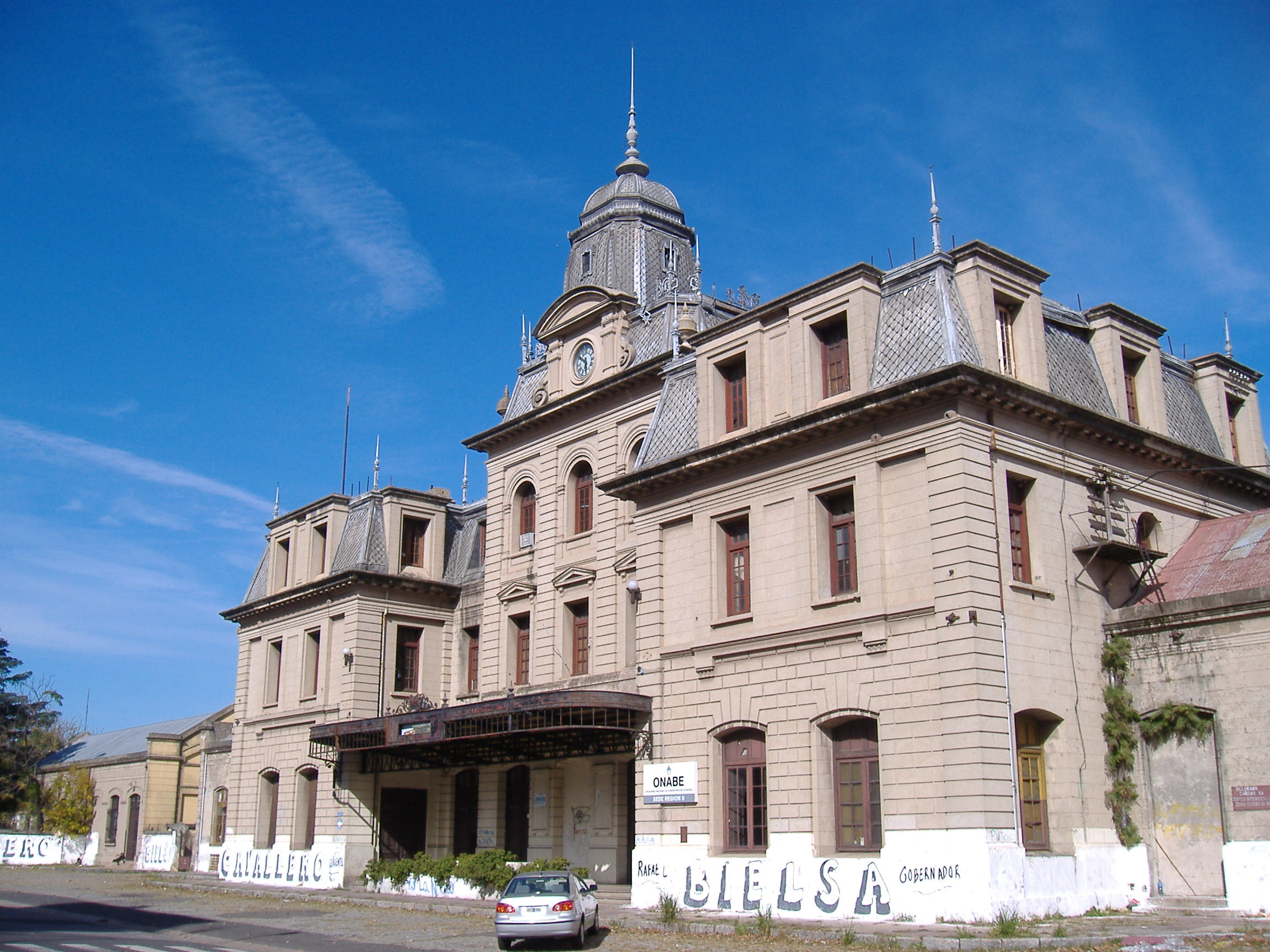
Залізничний вокзал Росаріо

Основний транспорт — автомобільний, морський, залізничний.
Аргентина має більш як 600 тисяч км асфальтованих шляхів у межах міст і 37 тисяч км поза їх межами. У країні налічується понад 8 млн автомобілів.
Істотну роль відіграє водний транспорт — більша частина імпорту потрапляє в Аргентину водним шляхом. У країні функціонують 7 великих і 30 дрібних портів.Одним з найбільших портів Латинської Америки залишається Буенос-Айрес, через який здійснюється 4/5 всіх океанських перевезень. Великі морські порти: Росаріо, Ла-Плата. Естуарій Ла-Плата і річки Парана, Уругвай і Парагвай, що впадають у нього, утворюють систему судноплавних шляхів протяжністю близько 11 000 км.
Всі провінції Аргентини пов'язані мережею залізниць, загальна протяжність яких становить 31,9 тис. км, ще 10 тис. км не використовуються. 1990 року залізниці було приватизовано, після чого вони використовуються майже виключно для вантажних перевезень.
Внутрішні і міжнародні повітряні перевезення здійснюються переважно державною авіакомпанією «Aerolíneas Argentinas». Основний центр повітряного сполучення — столиця країни.

## Демографія

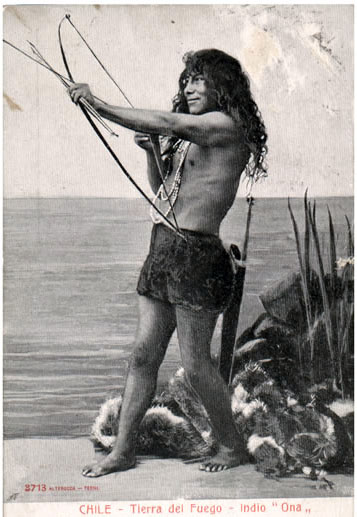
Індіанець она

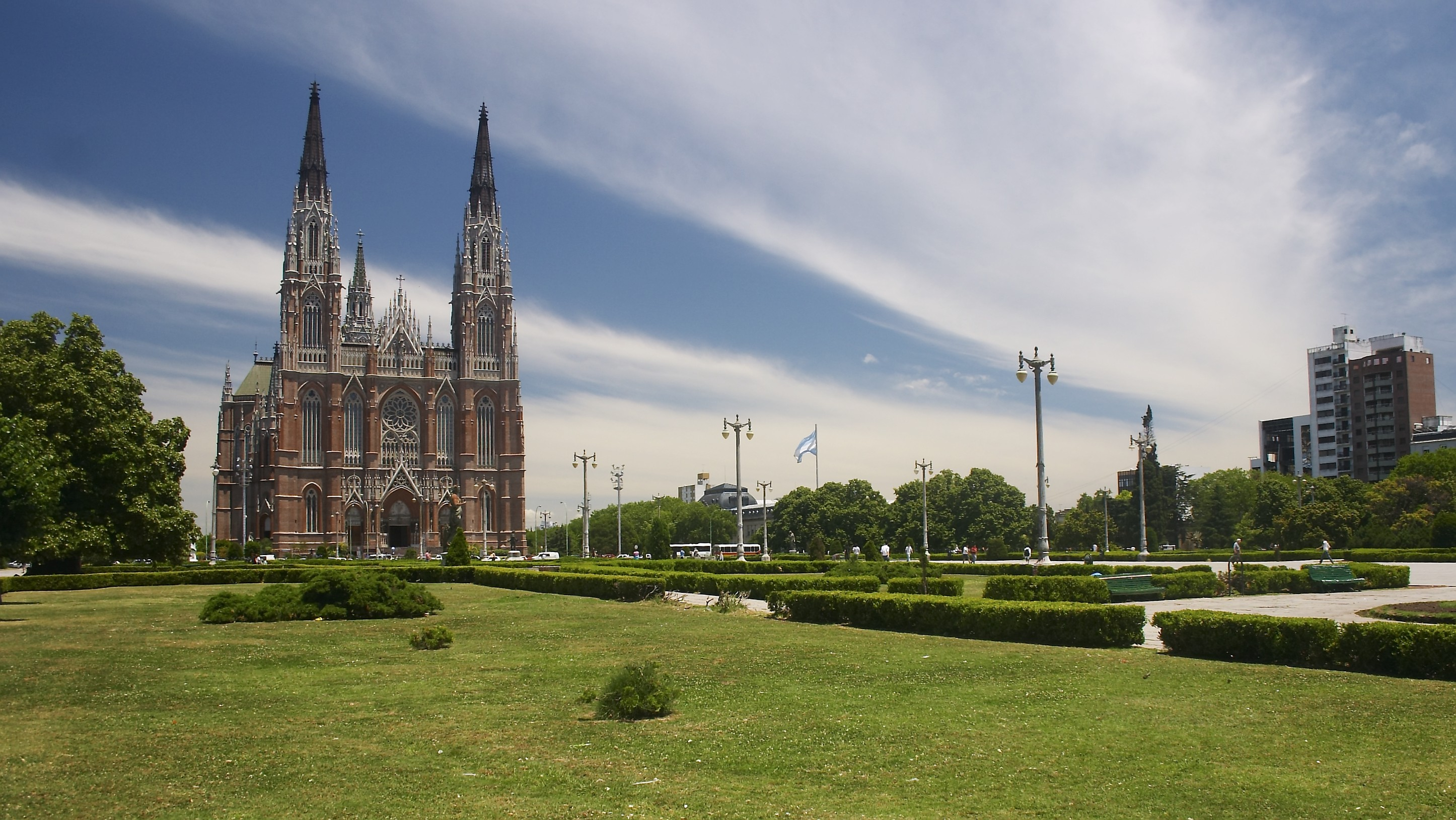
Кафедральний собор у Ла-Платі

Розміщення населення дуже нерівномірне. Найгустіше заселені райони, що прилягають до гирла Ла-Плати. В західних і південних районах Аргентини проживає незначна кількість населення. Частка міського населення становить 89,3 %.
Найбільші міста (в тис. жителів за переписом 2010 року):
- Буенос-Айрес — 2 891[52]
- Кордова — 1330[53]
- Росаріо — 1 198[54]
- Ла-Плата — 649[55]
- Мар-дель-Плата — 614[55]
- Сан-Мігель-де-Тукуман — 549[56]

### Етнічний склад
Основне населення — аргентинці — нащадки іспанських колонізаторів 16—18 ст. Подальший приріст населення йшов значною мірою через імміграцію з Іспанії, Італії, Франції, Польщі, Західної України та ін. Корінне населення — індіанці — майже повністю винищене колонізаторами або асимільоване. В Аргентині налічується 20—30 тис. індіанців (гуарані, кечуа, араукани) та близько 400 тис. метисів. Згідно з даними перепису 2001 року в Аргентині постійно проживає більш як 1,5 млн іноземних громадян (4,2 % населення), здебільшого це парагвайці, італійці, іспанці, болівійці і чилійці.

### Мови
Іспанська мова, а точніше її діалект (ісп. rioplatense), є єдиною мовою, яка використовується в органах державного управління та діловодства, у державних закладах освіти, науки, культури, зв'язку тощо, хоча законодавчо її статус як державної мови жодним чином не закріплено. Місцеве значення мають мови кечуа, ґуарані, мапудунґун, а також валлійська, які отримали статус офіційних в окремих провінціях.

### Релігія
Католицька церква в Аргентині має особливе юридичне положення і підтримку держави.
Згідно з опитуванням 2023 року 48 % аргентинців вважають себе католиками, 10 % є протестантами, 5 % опитаних складають віряни інших християнських деномінацій (свідки Єгови, мормони тощо), 5 % сповідують інші релігії, решта не сповідують жодної релігії.

## Суспільство

### Національні свята
Детальніші відомості з цієї теми ви можете знайти в статті Свята Аргентини.

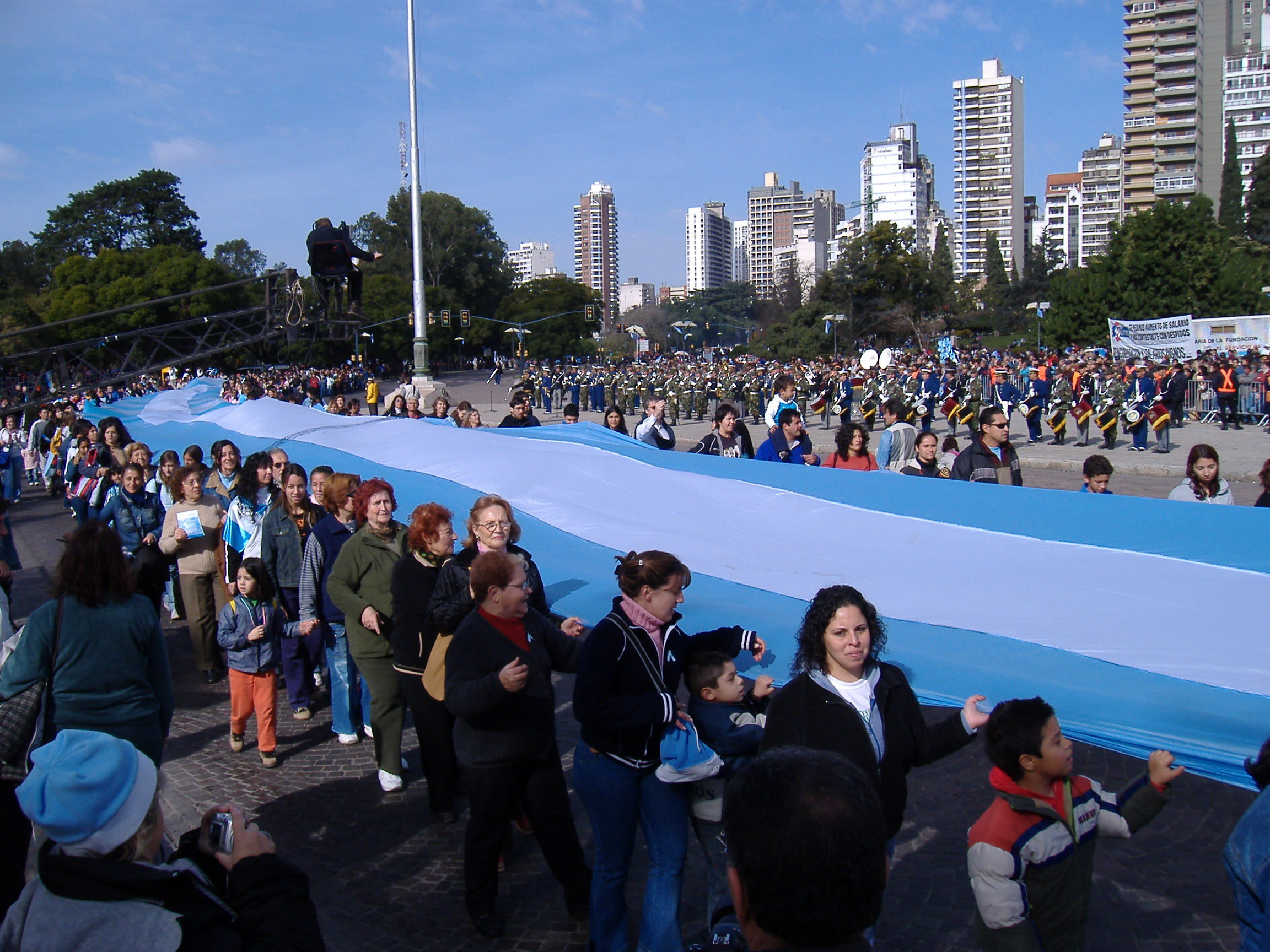
Святкування дня прапора

Загальнодержавними неробочими днями в Аргентині є:
- 1 січня — Новий Рік
- Карнавал (понеділок і вівторок перед Великим постом)
- Страсна п'ятниця
- 24 березня — день пам'яті, правди і справедливості (вшанування жертв військової диктатури 1976—1983 років)
- 2 квітня — день вшанування ветеранів і жертв Мальвінської (Фолклендської) війни
- 1 травня — день робітника
- 25 травня — день Травневої революції
- 17 червня або найближчий до цієї дати понеділок, якщо свято припадає на інший будній день — день вшанування пам'яті генерала Гуемеса
- 20 червня — день прапора і вшанування пам'яті генерала Бельграно
- 9 липня — день незалежності
- 17 серпня або найближчий до цієї дати понеділок, якщо свято припадає на інший будній день — день вшанування пам'яті генерала Хосе де Сан-Мартіна
- 12 жовтня або найближчий до цієї дати понеділок, якщо свято припадає на інший будній день — день поваги до культурного різноманіття
- 20 листопада або найближчий до цієї дати понеділок, якщо припадає на інший будній день — день національного суверенітету (річниця Битви при Вуельта-де-Облігадо)
- 8 грудня — день непорочного зачаття Діви Марії
- 25 грудня — Різдво

Окрім цього, законом встановлено, що виконавча влада щороку може встановлювати ще 2 дні неробочими з метою розвитку туризму.

### Освіта

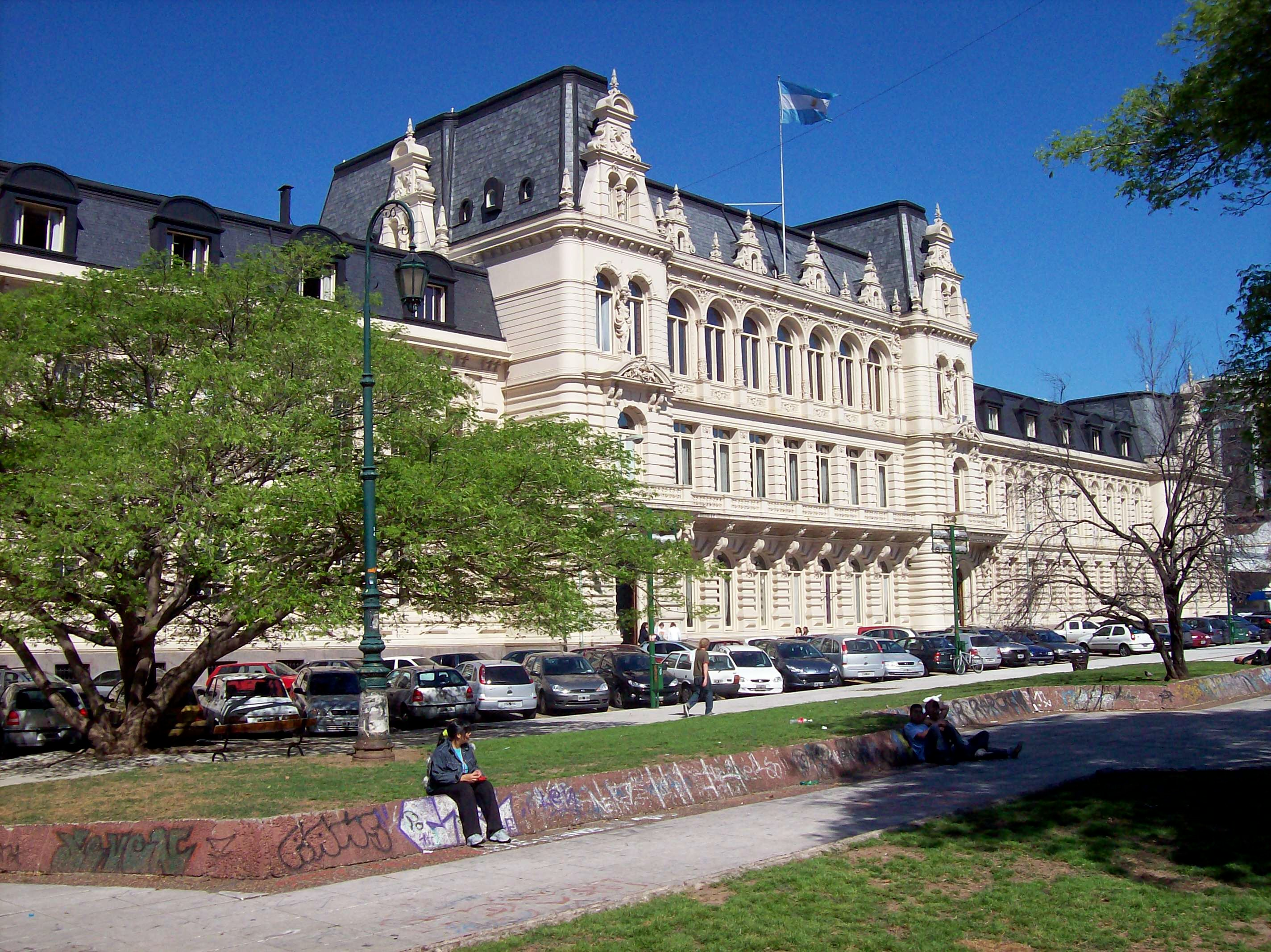
Міністерство освіти Аргентини

Згідно з переписом 2010 року рівень грамотності в Аргентині складає 98,1 %. За законом № 26.075 на фінансування освіти в Аргентині має виділятися не менше 6 % ВВП країни.
Система освіти має 4 рівні:
1. дошкільна (ісп. Inicial) для дітей віком від 45 днів до 5 років:
  - ясла (ісп. Jardines Maternales) для дітей від 45 днів до 2 років
  - дитячі садки (ісп. Jardines de Infantes) для дітей віком 3—5 років
2. початкова (ісп. Primaria) для дітей віком від 6—12 років
3. середня (ісп. Secundaria) для дітей, які закінчили курс початкової освіти, триває 6 років:
  - базова (3 роки)
  - орієнтована (3 роки) має різні спеціалізації, які учень може обирати
4. вища (ісп. Superior):
  - університетська
  - вищі професійно-технічні і педагогічні навчальні заклади

Від 2014 року в Аргентині офіційно проголошено загальну обов'язкову освіту для дітей віком від 4 років сумарною тривалістю 14 років (останні два роки дошкільної освіти, початкова і середня). Навчальний рік триває з березня по грудень з тижнем канікул у липні. Існує обов'язкова шкільна форма у вигляді білого халата. Оцінювання здійснюється за 10-бальною шкалою.
За формою власності освіта в Аргентині буває державною (безкоштовною) і приватною (платною). Близько 70 % дітей навчаються у державних школах.
| Статистика                | Статистика                | Статистика                | Статистика                |
| Освіта в Аргентині (2015) | Освіта в Аргентині (2015) | Освіта в Аргентині (2015) | Освіта в Аргентині (2015) |
| Рівень                    | Навчальних закладів       | Учнів                     | Працівників               |
| ------------------------- | ------------------------- | ------------------------- | ------------------------- |
| Дошкільні                 | 18 497                    | 1 733 374                 | 136 929                   |
| Початкові                 | 22 170                    | 4 550 365                 | 361 653                   |
| Середні                   | 11 763                    | 3 946 834                 | 192 236                   |
| Вищі                      | 2 239                     | 902 316                   | 29 544                    |
| Університети              | 130                       | 2 015 597                 | 171 421                   |

Найбільша бібліотека — Національна в Буенос-Айресі (607 208 томів). В столиці є наукові установи і товариства — Академія літератури, Національна академія права та ін.

### Охорона здоров'я
Проблемами здоров'я населення опікується Міністерство здоров'я. На охорону здоров'я витрачається 8,9 % ВВП. На тисячу жителів країни налічується 3,01 медика. Найбільшої шкоди населенню завдають хвороба Шагаса, СНІД та туберкульоз.
Народжуваність на 2009 рік склала 18,6 ‰, смертність 7,6 ‰, природний приріст населення 11,0 ‰. Середня тривалість життя 75 років.

## Культура
Культура Аргентини характеризується різноманітністю завдяки мультикультуралізму та мультиетнічності населення цієї країни, складеного переважно з переселенців з багатьох країн світу, а також місцевих індіанців. Аргентинська культура є тривким синкретизмом форм вираження думки, характерних для суспільств різних світоглядів, які об'єднуючись, хоча й не без конфліктів, утворюють подвійне відчуття приналежності до культури Європи і Латинської Америки.

### Архітектура

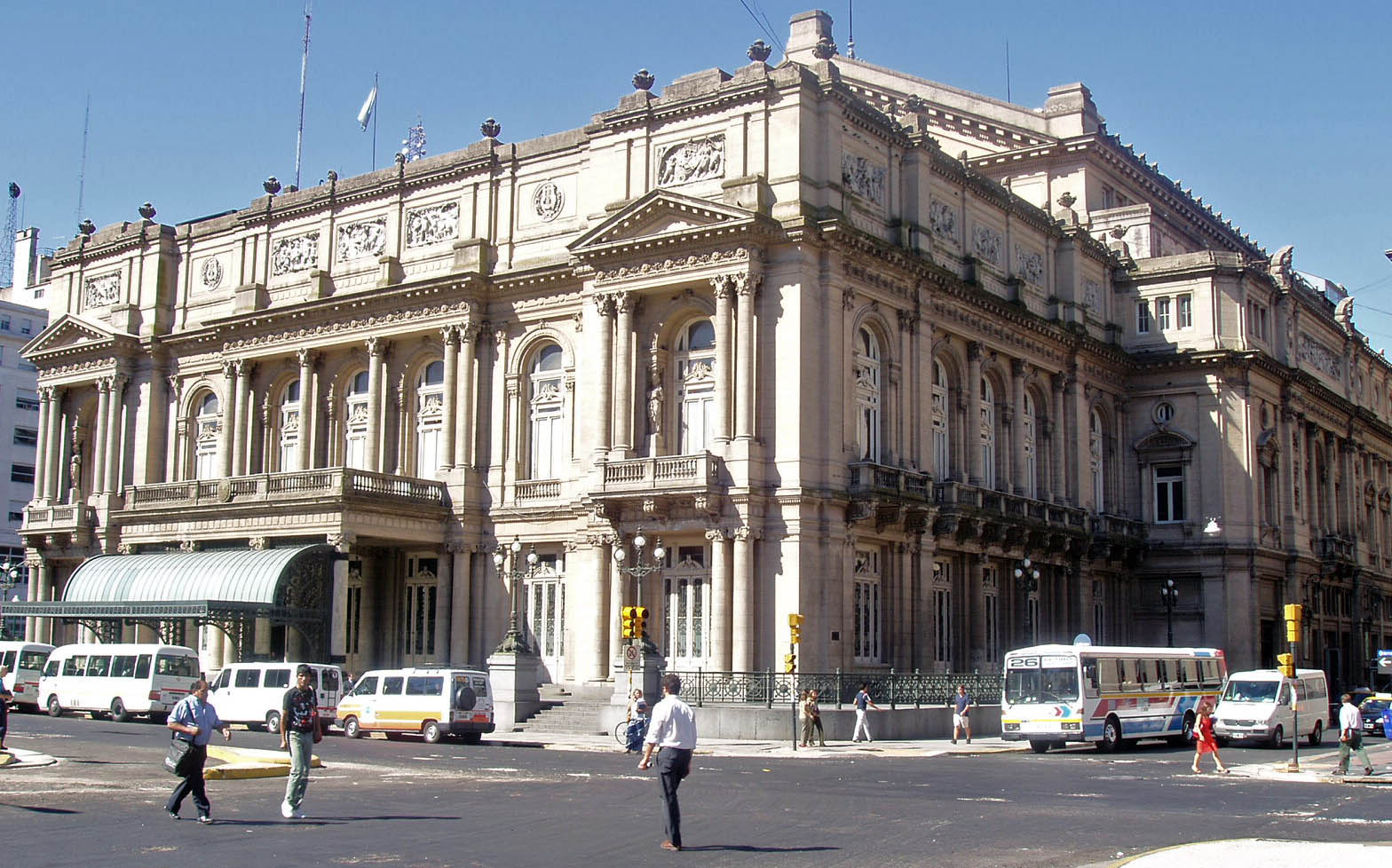
Театр Колумба

Індіанські племена, що за давніх часів населяли країну, залишили порівняно небагату спадщину в будівельному мистецтві. З XVI століття під впливом завойовників створюється нова архітектура в традиціях іспанського бароко (собор у Кордові, XVIII століття). В XVIII—XIX століттях поширюються впливи архітектури класицизму, спочатку стриманої та монументальної (собор у Буенос-Айресі, 1804), потім пишної. В другій половині XIX століття в архітектурі Аргентини запанувала еклектика, з початку XX століття — конструктивізм. З кінця XIX століття в Буенос-Айресі зводяться багатоповерхові будинки в стилі модерн. З 1950-х років розквітає будівництво хмарочосів, що породжує нову течію в архітектурі — бруталізм (архітектори А. Вірасоро, А. Вільямс, X. Дельпіні).

### Образотворче мистецтво

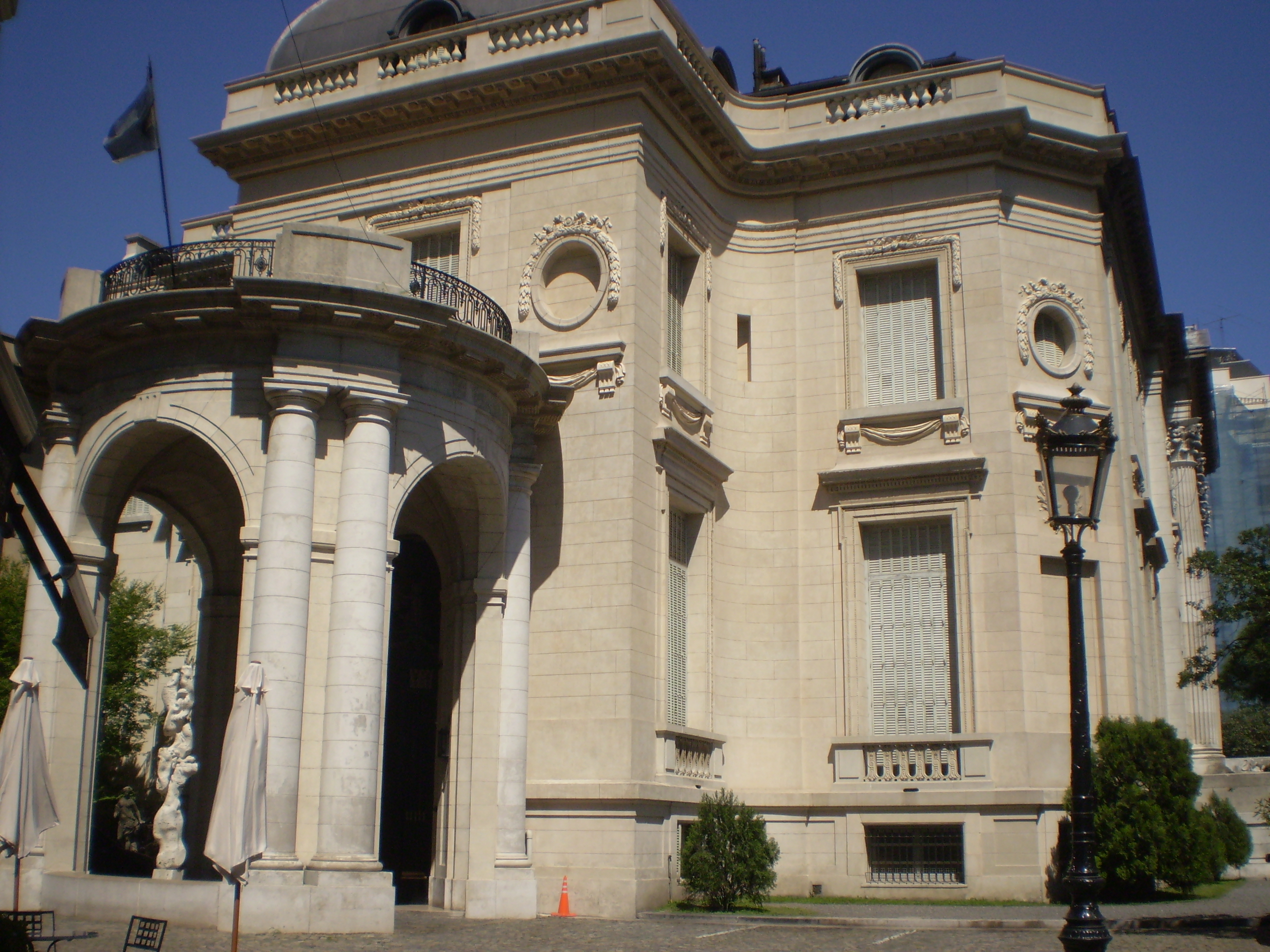
Національний музей декоративного мистецтва у Буенос-Айресі

Мистецтво стародавнього населення Аргентини — індіанців — проявилося лише в орнаментах побутових і культових предметів.
З XVI століття, після завоювання країни іспанцями, аргентинське мистецтво перебувало під впливом мистецтва метрополії, розвивалося переважно релігійне мистецтво, у якому часто традиційні християнські сюжети поєднувалися з віруваннями місцевих жителів. У XVII — на початку XVIII століття в архітектурі, скульптурі і живописі панує бароко, наприкінці XVIII — на початку XIX століття його змінює класицизм. Внаслідок відкриття кордонів і значної імміграції в Аргентину у XIX столітті її мистецтво зазнало сильного впливу мистецьких течій з інших країн.
Сучасний живопис Аргентини виник у 1910-х роках, зазнаючи впливу імпресіонізму. Визначними художниками XX століття Аргентини є монументалісти Л. Спілімберго та Х.-К. Кастаньїно, що присвятили свої твори людям праці. Велику популярність здобула творчість А. Берні. Головними мистецькими угрупованнями XX століття були групи «Боедо» і «Флорида». Група «Боедо» об'єднувала головним чином графіків, які в своїх творах порушували соціальні теми (Д. Урручуа, А. Віго). Значних успіхів досягла національна скульптура в творчості Р. Іруртія, А. Ріганеллі та X. Фіораванті. В сучасному мистецтві Аргентини сильні також формалістичні напрями, тенденції нової образності, поп-арту, неосюрреалізму, гіперреалізму, системного мистецтва, неоабстракціонізму, кінетизму.

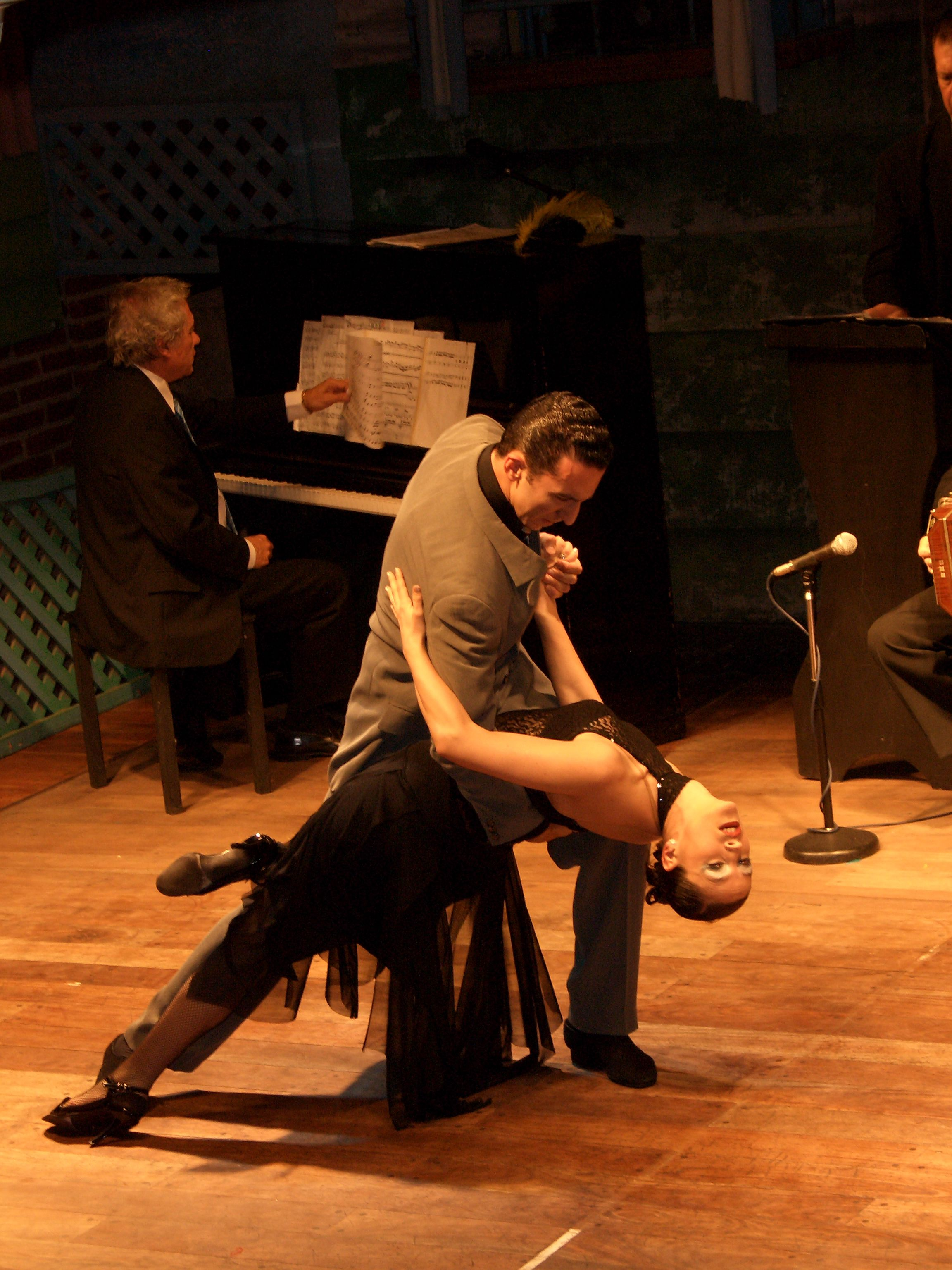
Аргентинське танго

### Музика
Найбільш знаним породженням аргентинської музики є танго, що значно вплинуло на розвиток музики в Аргентині та поза її межами. Найвідомішими музикантами у цьому жанрі вважають Карлоса Гарделя й Астора П'яццолу.
Фольклор є типовішим для провінції країни. Його головними виконавцями вважаються Мерседес Соса, Орасіо Гварані, Los Nocheros, Соледад. Музичні стилі куартето (ісп. el cuarteto) і кумбія (ісп. la cumbia) народилися в провінції Кордова, і теж зайняли належну їм нішу у просторі національної музики.
У 1960-х роках з'явився аргентинський рок, найвизначнішими представниками якого вважають гурти Soda Stereo, Rata Blanca, Bersuit Vergarabat, Патрісіо Рея та його гурт Redonditos de Ricota, музикантів Чарлі Гарсія, Андреса Каламаро, Луїса Альберто Спінетту та Фіто Паеса.
Серед класичних композиторів відомими представниками є Альберто Хінастера, Хуліан Агірре, Карлос Гуаставіно, Хуан Хосе Кастро, серед виконавців — Марта Аргеріх, серед диригентів — Даніель Баренбойм.

### Кіно
Перший фільм в Аргентині був створений 1916; у 1930 — перший звуковий фільм «Пісня гаучо» (режисер Феррейра). Серед визначних творів аргентинської кінематографії: «Війна гаучо», «Дика пампа» (режисер Л. Демаре), «Альбеніс» (режисер Л.-С. Амадорі), «Течуть каламутні води» (режисер Уго дель Карріль), «Кам'яні обрії» (режисер Р.-В. Баррето). Аргентинські стрічки двічі здобували Оскара: у 1985 «Офіційна версія» (ісп. La historia oficial) та у 2009 «Таємниця в його очах» (ісп. El secreto de sus ojos). Стрічка «XXY» (2007) здобула Гран-прі Каннського кінофестивалю. Аргентинські фільми також здобували численні нагороди на багатьох кінофестивалях, зокрема премії «Гойя» та призи Берлінського кінофестивалю.
Аргентина також відома своїми телесеріалами, деякі з яких йшли на екранах України, зокрема, телесеріали Буремний шлях і Флорісьєнта.
Відомі аргентинські кіноактори: Ф. Наварро, Л. Торрес, Е. Муїньйо, Т. Мерельйо, Л. Сандріні та ін.
Аргентинське кіномистецтво залежить тепер від «Центральної кінокомпанії» і «Акціонерної спілки Клементе Лококо», які випускають на екрани переважно продукцію Голлівуда.

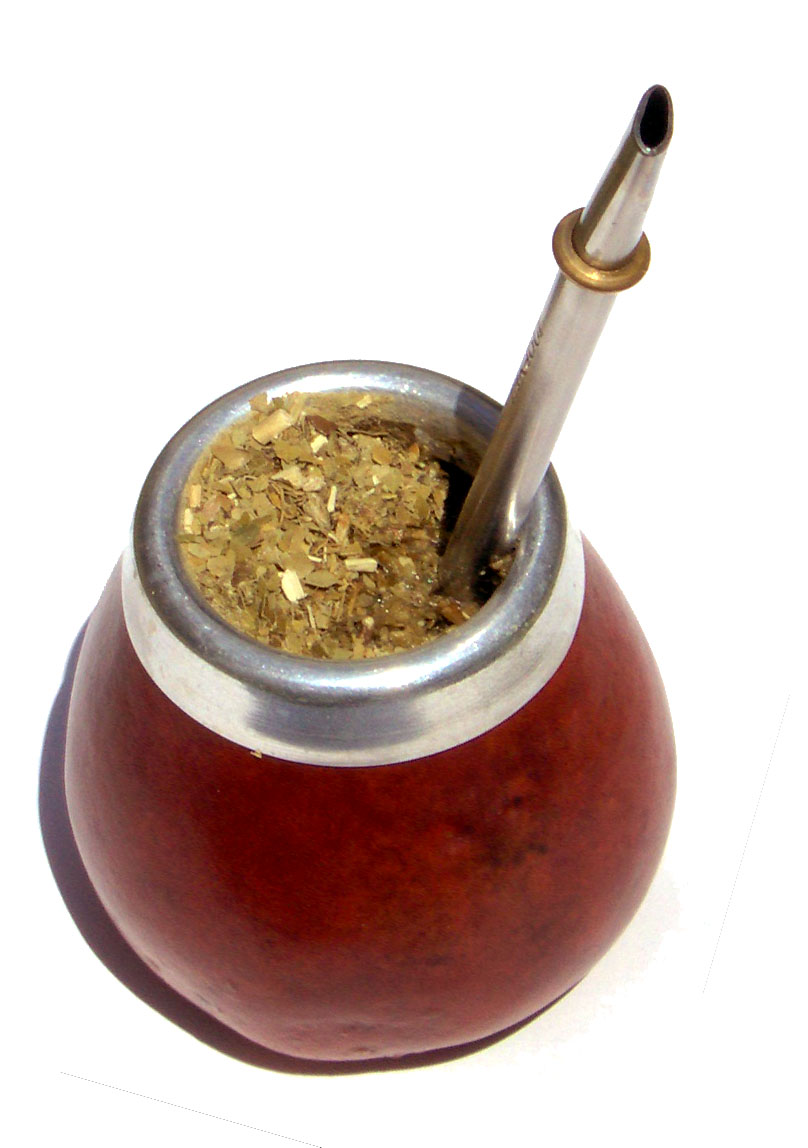
Мате — традиційний аргентинський напій

### Кухня
Основу аргентинської кухні складають страви з яловичини і вино, а також продукти, які є відносно дешевими у цій країні. Кухня Аргентини формувалася під впливом традицій доколумбових цивілізацій, а потім європейських мігрантів, переважно італійців та іспанців. Типовими аргентинськими стравами і напоями є:
- Асадо — м'ясо, смажене на вогні
- Мате — чай з гостролиста парагвайського
- Дульсе-де-лече — десерт, схожий на варену згущенку
- Альфахори — пироги, начинений дульсе-де-лече і политий шоколадом
- Емпанада — різновид пирогів
- Відбивна по-міланськи (міланеса)
- Локро — страва з маїсу, гарбуза, квасолі
- Сандвіч-де-міга — бутерброд з кількох шарів хліба товщиною близько 3 мм, перемежованих овочами, салом, сиром, ковбасою тощо

### Музеї
Найбільші музеї країни: Національний музей витончених мистецтв, Національний історичний, Латиноамериканського мистецтва, Природничих наук.

### Зв'язок і ЗМІ

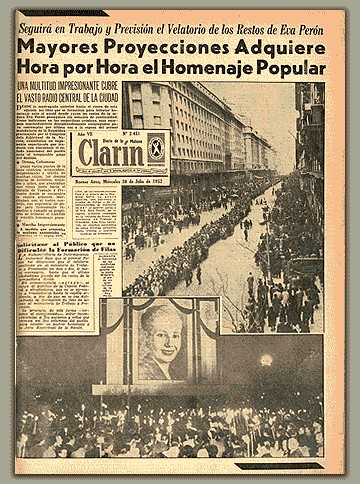
Передовиця газети Clarín

Головні телеканали Аргентини: Canal Trece, América TV, Telefe, Canal 9, а також державний TV Pública. Також у країні є широкий вибір кабельного телебачення.
В Аргентині видається понад 200 газет, 156 з яких — у Буенос-Айресі. Найвідоміші з них «Кларін» і «Ла Насьйон». Також відомі «Página/12», «Perfil», «Tiempo Argentino», «Crónica» (Буенос-Айрес), «Los Andes» (Мендоса), «La Capital» (Мар-дель-Плата), «La Capital» (Росаріо), «El Día» (Ла-Плата), «La Gaceta» (Сан-Мігель-де-Тукуман), «La Nueva Provincia» (Баїя-Бланка), «Cuyo» (Сан-Хуан) і «La Voz del Interior» (Кордова).
Радіостанції Аргентини належать в основному трьом компаніям: «Ель Мундо», «Бельграно» і «Сплендід». В Аргентині налічується близько 1500 радіостанцій, з яких 260 ведуть мовлення у діапазоні AM і 1150 — у діапазоні FM.
На березень 2008 року в Аргентині налічувалось 7 млн персональних комп'ютерів. На початок 2010 року доступ до мережі Інтернет мали 64,4 % населення (26 млн користувачів). На грудень 2010 року 4,5 користувачів мали доступ до широкосмугового інтернету. У межах національного домену (.ar) на серпень 2008 зареєстровано 1 700 000 сайтів.
Телефонна мережа була приватизована 1990 року компаніями «Telefónica» і «Telecom Argentina». У країні налічується 8,9 млн стаціонарних та 50,4 млн мобільних телефонів
Пошта надає свої послуги по всій країні і перебуває частково у приватній власності. Головним постачальником поштових послуг є компанія «Correo Argentino».

## Спорт
Найпопулярнішим видом спорту в Аргентині є футбол. Збірна Аргентини з футболу здобула 26 великих міжнародних титулів в тому числі три Кубки світу з футболу, дві золоті олімпійські медалі і чотирнадцять Кубків Америки з футболу. В країні 331 811 зареєстрованих футболістів, і їх кількість збільшується завдяки участі дівчат і жінок в цьому виді спорту, які організували свій власний національний чемпіонат з 1991 року та зуміли заволодіти південноамериканським кубком чемпіонів у 2006 році. А понад 1000 аргентинських гравців (чоловіків) грають за кордоном, переважно в європейських футбольних лігах.
Аргентинська футбольна асоціація (ісп. AFA) була утворена в 1893 році і є найстарішою національною футбольною структурою у світі. А футбольний турнір (чемпіонат) в Аргентині розпочався в 1891 році і став третім у футбольній історії, після Англії та Нідерландів. AFA сьогодні налічує 3 377 футбольних клубів, в тому числі, 20 в елітному дивізіоні, який з 1931 року перейшов на професійні рейки. Найпопулярніші футбольні клуби країни — «Рівер Плейт» з 33 титулами і «Бока Хуніорс» з 24 чемпіонськими титулами. Легендами світового футболу є аргентинці Дієго Марадона та Ліонель Мессі. З 2000-х років в країні набули популярності ще й футзал і пляжний футбол.
Баскетбол є другим за популярністю видом спорту, низка баскетболістів грають в Національній баскетбольній Асоціації США та Європейських лігах, в тому числі: Ману Джінобілі, Андрес Носьйоні, Карлос Дельфіно, Луїс Скола і Фабрісіо Оберто. Збірна Аргентини з баскетболу (чоловіки) виграла золото на Олімпіаді 2004 року і бронзову медаль в олімпійському турнірі 2008 року. В наш час[коли?] Аргентина займає перше місце в Міжнародній федерації баскетболу. Збірна Аргентини з регбі відома, як «Лос-пумас» («пуми»), з багатьма гравцями, що грають в Європі, двічі перемагали збірну Франції в 2007 році на Кубку світу з регбі й стали там третьою командою. Наразі, в країні налічується близько 70 000 регбістів й збірна країни входить в шістку лідерів світового регбі.
Серед інших видів спорту, що культивуються в Аргентині — хокей на траві (особливо серед жінок), теніс, автоперегони, бокс, волейбол, поло і гольф. Автоперегони займають важливе місце в симпатіях аргентинців, в першу чергу, завдяки Хуану Мануель Фанхіо — видатного спортсмена в цьому виді спорту, який здобував у 1950-х роках, п'ять світових титулів у Формулі 1. Кінні перегони мають своїх прихильників також, а Збірна команда Аргентини з поло добивалася значних міжнародних успіхів, принісши дві золоті медалі в Олімпійських іграх країні та численні нагороди на світових кінно-спортивних форумах.
Тенісисти Аргентини здобували багато трофеїв після спалаху Гільєрмо Віласа в чоловічому тенісі в 1970 році і Габріели Сабатіні в період 1980 — 1990 років, що спричинило до справжнього тенісного буму в країні. Наслідком цього стали наступні успіхи тенісистів: Давида Налбандяна, Хуана-Мартіна дель Потро, Гастона Гаудіо, Гільєрмо Корія і Паоли Суарес, та й Світовий Командний Кубок з тенісу (World Team Cup) Збірна Аргентини з тенісу вигравала тричі, останній раз в 2007 році.
У світі відома й аргентинська школа боксу, що дала близько 30 успішних боксерів. Найпомітніший Карлос Монсон, який панував в середній вазі між 1970 — 1977 роках, а загалом, боксери на Олімпійських іграх здобули 7 золотих медалей, 7 срібних і 10 бронзових.

## Туризм та відпочинок

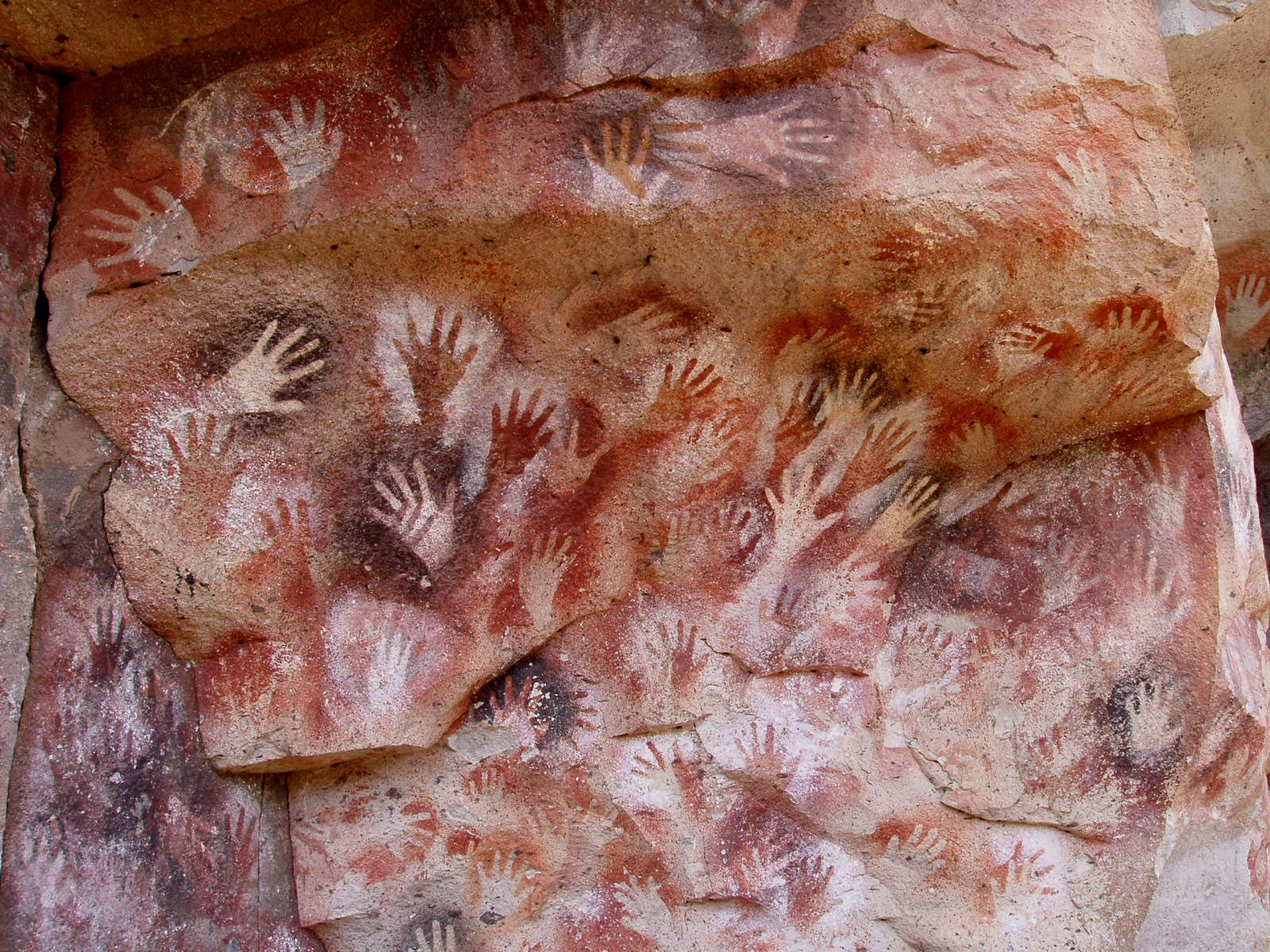
Куева-де-лас-Манос

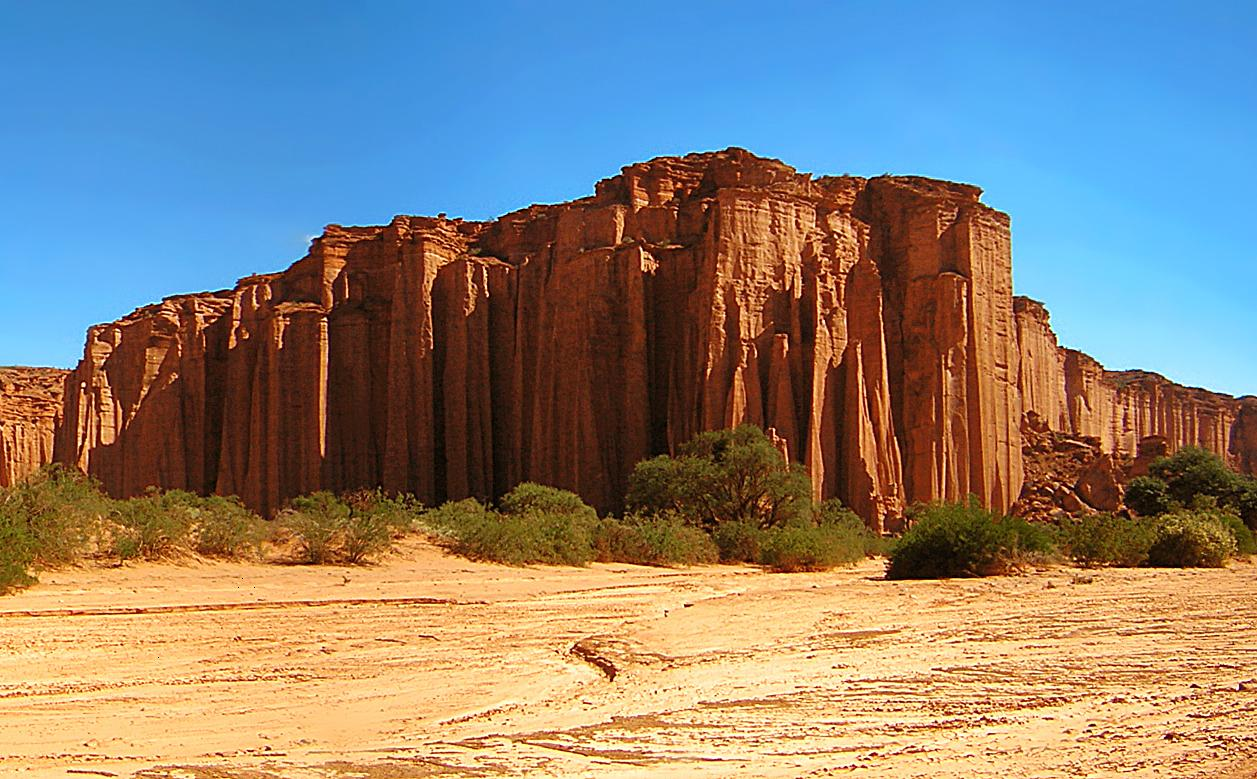
Національний парк Талампая

У 2006 на туристичну галузь Аргентини припадало 7,41 % ВВП. Згідно з даними Всесвітньої туристичної організації у 2010 році країну відвідало 5,17 млн іноземних туристів, що принесли 3,3 мільйона доларів до державної казни. Аргентиною є другою за туристичною популярністю країною у Південній Америці (після Бразилії).
Найпопулярнішою туристичною атракцією Аргентини є місто Буенос-Айрес. У 2007 році його відвідали 5 250 000 туристів. Іншими туристичними центрами є водоспад Ігуасу та інші об'єкти, внесені до Списку об'єктів Світової спадщини ЮНЕСКО: Національний парк Лос-Гласьярес (зокрема льодовик Періто-Морено), єзуїтські місії регіону Ґуарані, Куева-де-лас-Манос, півострів Вальдес, провінціальний парк Ісчіґуаласто, національний парк Талампая, єзуїтський квартал і місії Кордови, Кебрада-де-Умауака.
Аргентина має багато гірськолижних курортів, найвизначнішими з яких є Барілоче та Лас-Леньяс.
На атлантичному узбережжі Аргентини розміщуються відомі морські курорти, зокрема Мар-дель-Плата.

## Відносини України й Аргентини
Важливе значення розвитку українсько-аргентинських відносин для обох країн зумовлене рядом історичних факторів. Аргентина першою серед країн Латинської Америки 5 грудня 1991 року визнала незалежність України і першою в регіоні встановила з нею дипломатичні відносини 6 січня 1992 року. Аргентина також була першою країною у світі, яка визнала Українську Народну Республіку і встановила з нею дипломатичні відносини у лютому 1921 року. З березня 1993 року у Буенос-Айресі діє Посольство України, а з травня 1993 року в Києві — відповідно аргентинське посольство. В Аргентині постійно проживає сьома за чисельністю українська діаспора у світі, яка налічує понад 300 тисяч осіб. Україна й Аргентина мають давні зв'язки, які, зважаючи на потребу зміцнення позицій України на міжнародній арені і впливовість Аргентини, а також взаємодоповнювальний характер їхніх економік, є пріоритетним напрямком розвитку зовнішньої політики обох країн. Історичний досвід Аргентини у становленні національної економіки і утвердженні її як суб'єкта міжнародних відносин багато в чому може стати корисним у визначенні Україною власної моделі входження у міжгосподарські зв'язки світу.

### Українці в Аргентині

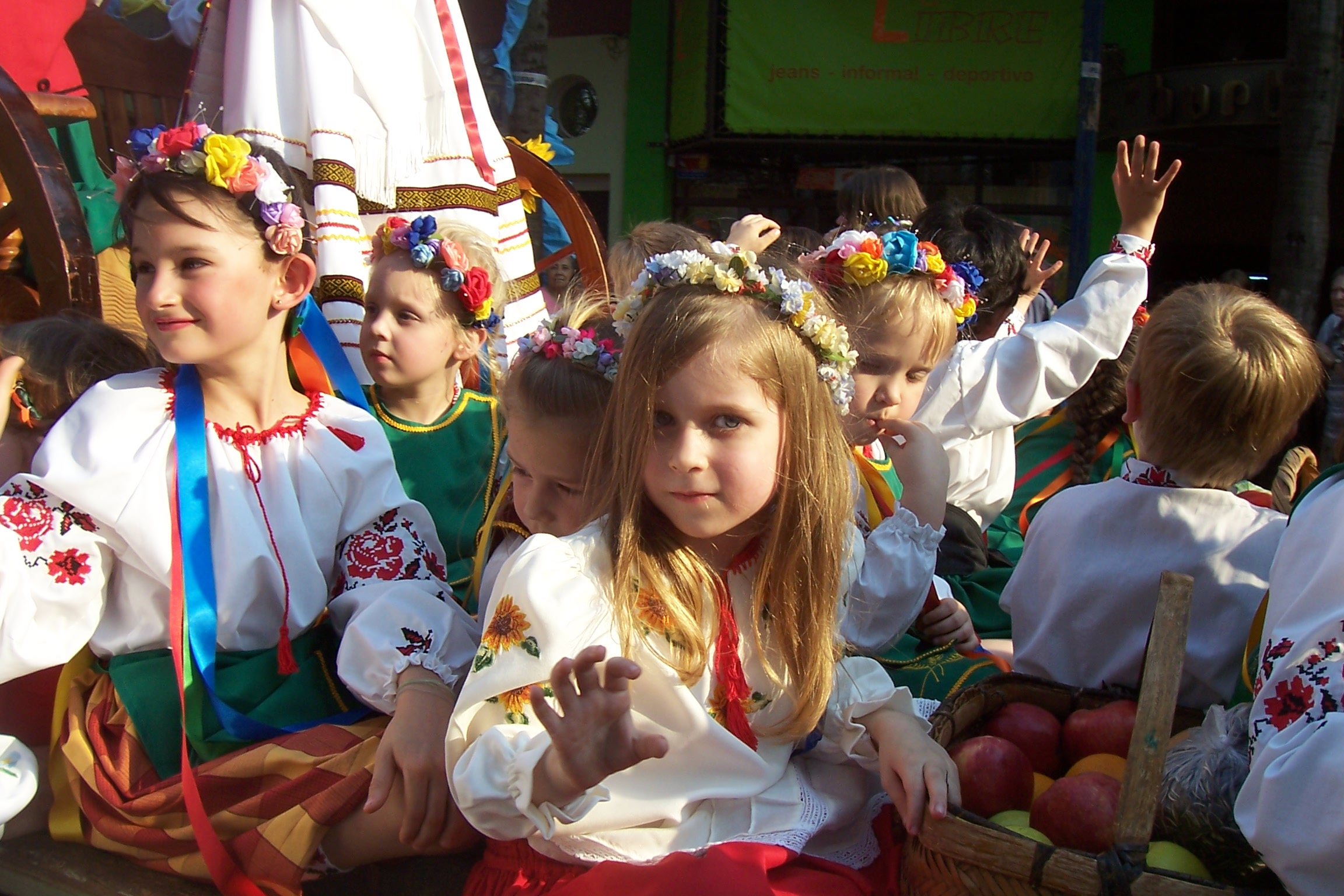
Українці провінції Місьйонес

Еміграція українців в Аргентину почалася з кінця XIX ст. У 1904—05 рр. з Бразилії в Аргентину переселилося близько 5 тис. вихідців з Чернігівщини. Особливо великий потік еміґрантів був у 1924—32 роках із Галичини, Волині, Полісся, Буковини, Закарпаття. Українці селилися переважно на незаселених лісистих землях двох північних провінцій — Місьйонесу і Чако, де вони становили більшість сільського населення. Основне заняття українців у провінції Чако було вирощування бавовнику, в Місьйонес — тютюну і чаю. У провінції Мендоса, де українці також поселялись компактною групою, вони займалися виноградарством, садівництвом, городництвом. Багато українських родин у степових провінціях Аргентини займалися хліборобством. Досить велика група українців почала працювати на промислових підприємствах Буенос-Айреса та його передмість.